# Limes Tripolitanus

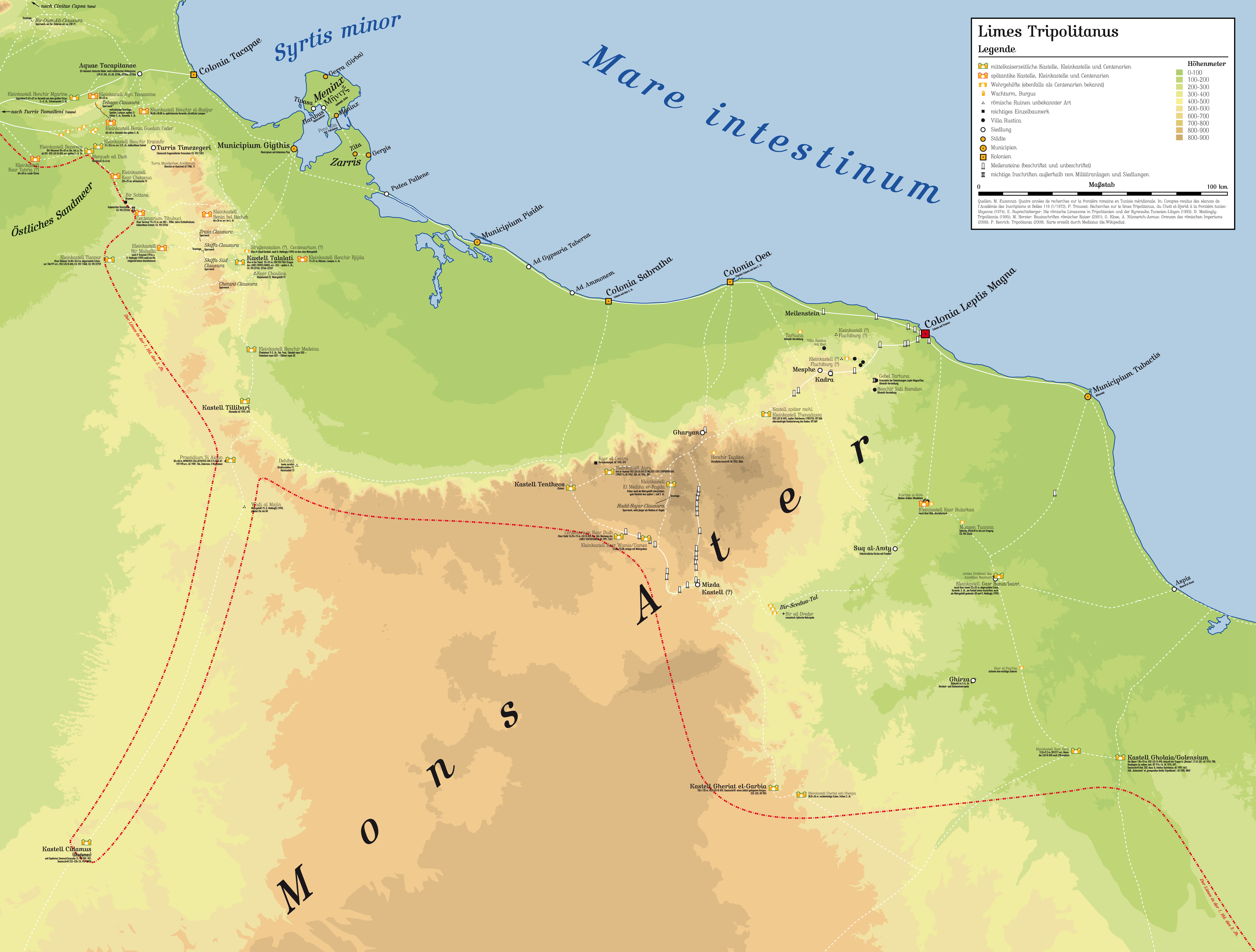
Der Limes in Tripolitanien

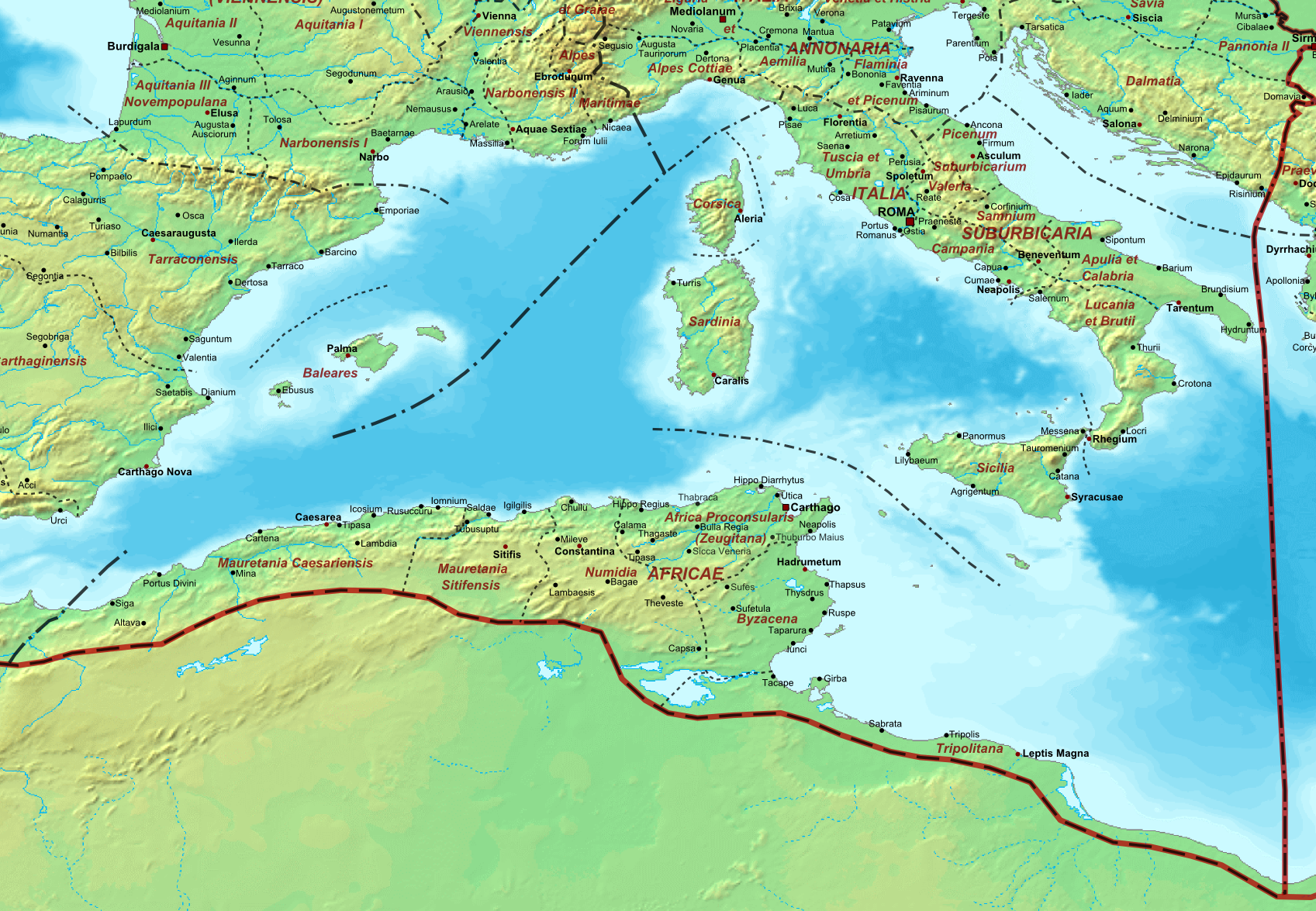
Die Dioecesis Africae um 400 n. Chr.

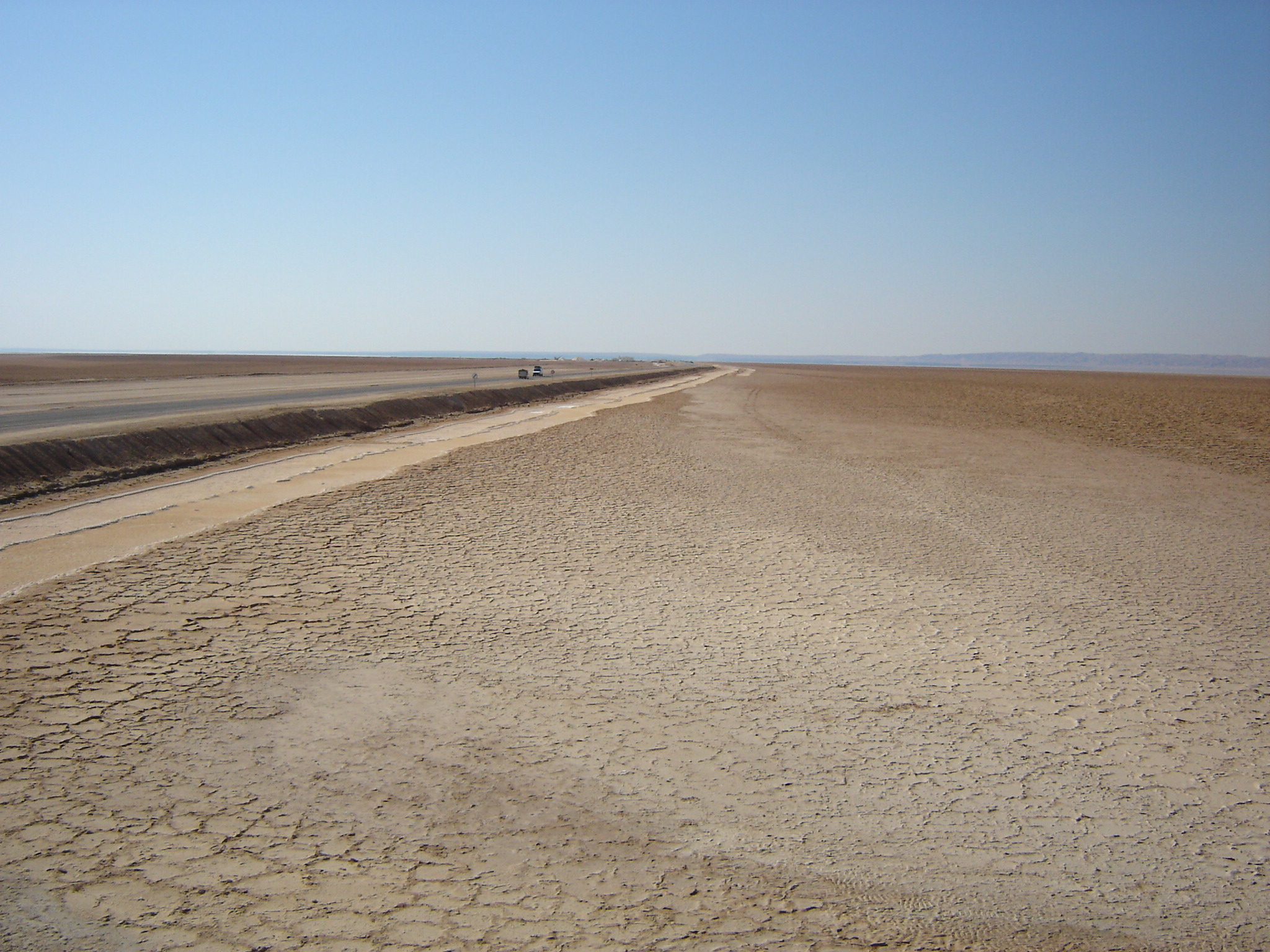
Schott el Djerid: Dammstraße von Tozeur nach Kebili

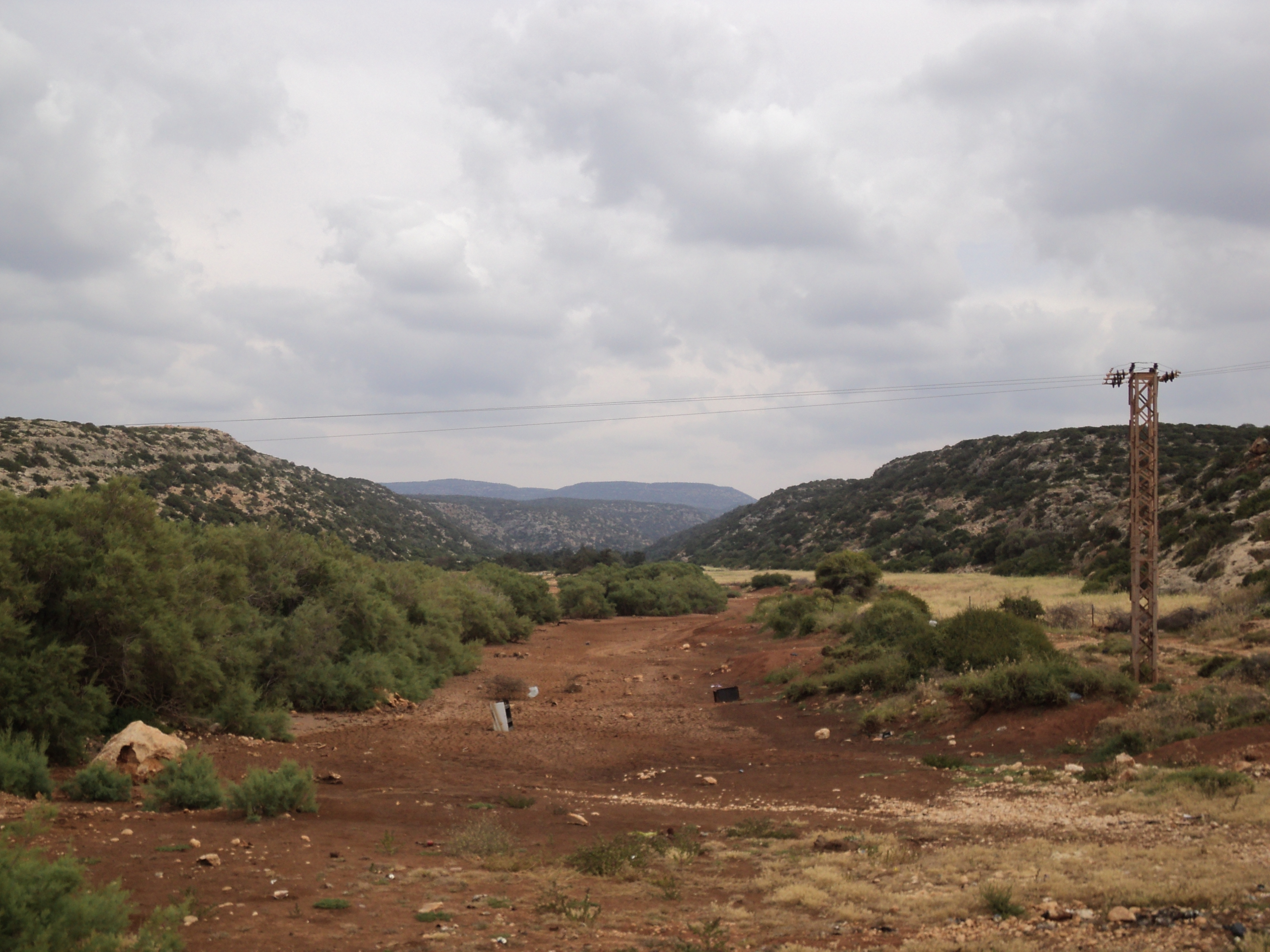
Tripolitanien: Wadi im Djebel Akhdar

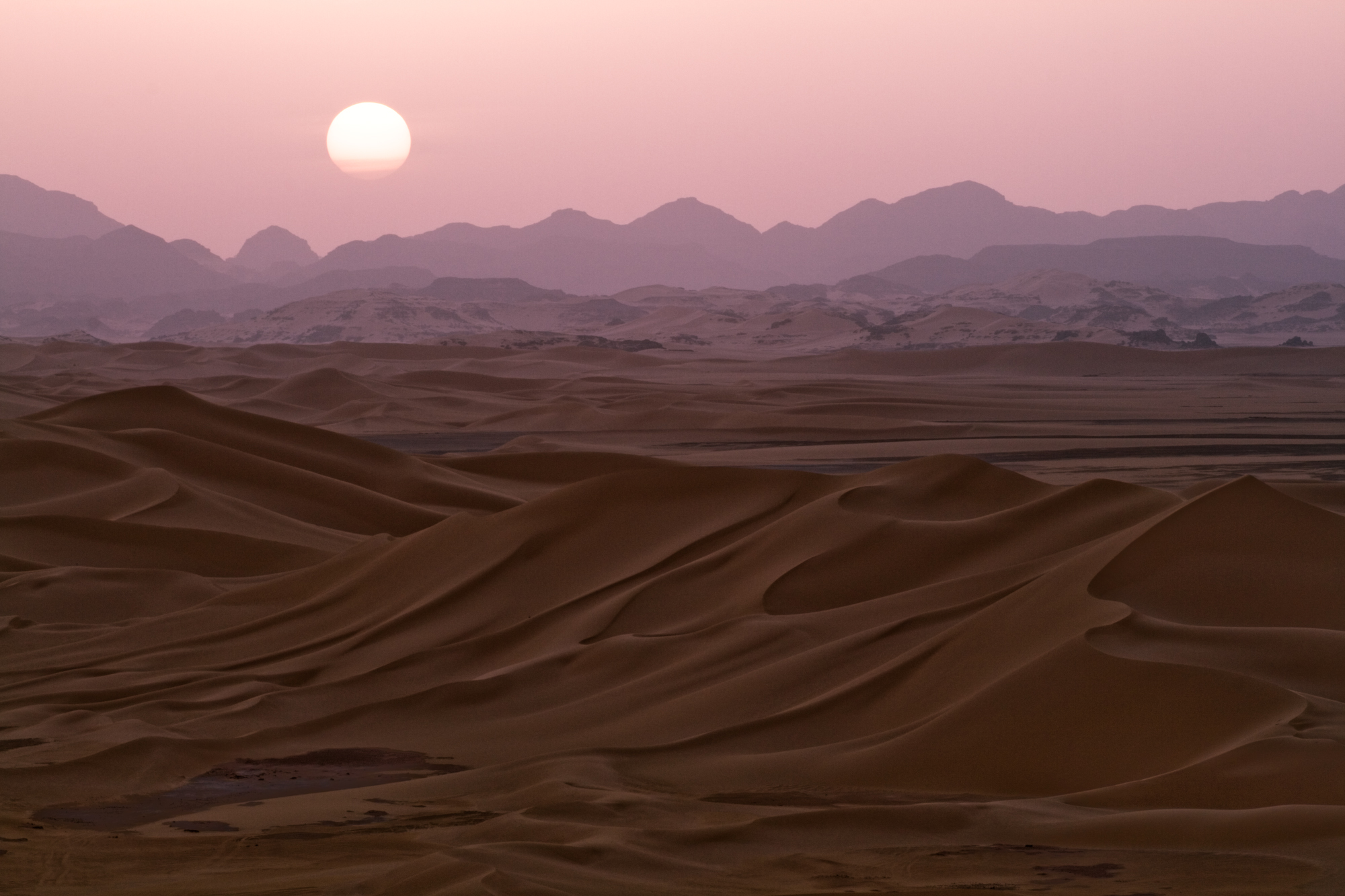
Fessan: Dünenlandschaft Wan Caza

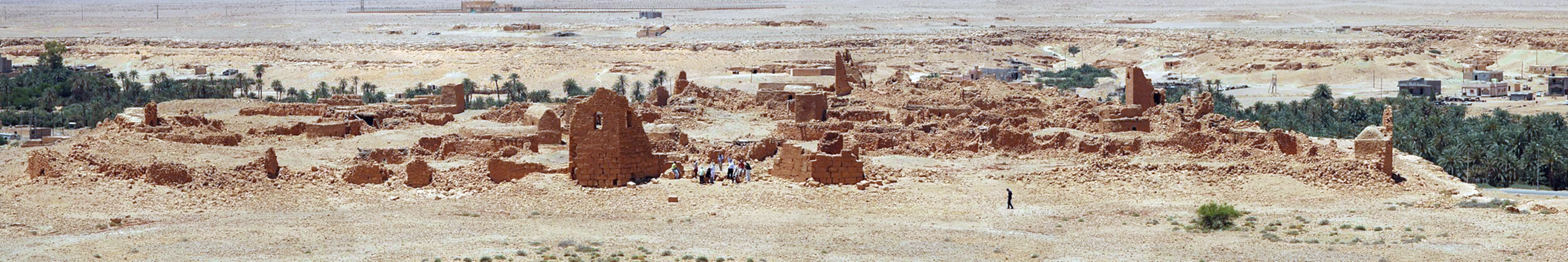
Panorama des Kastells Gheriat el-Garbia von Nordosten mit der Porta praetoria in der Bildmitte. Im Hintergrund ist die Oase zu erkennen (2006).

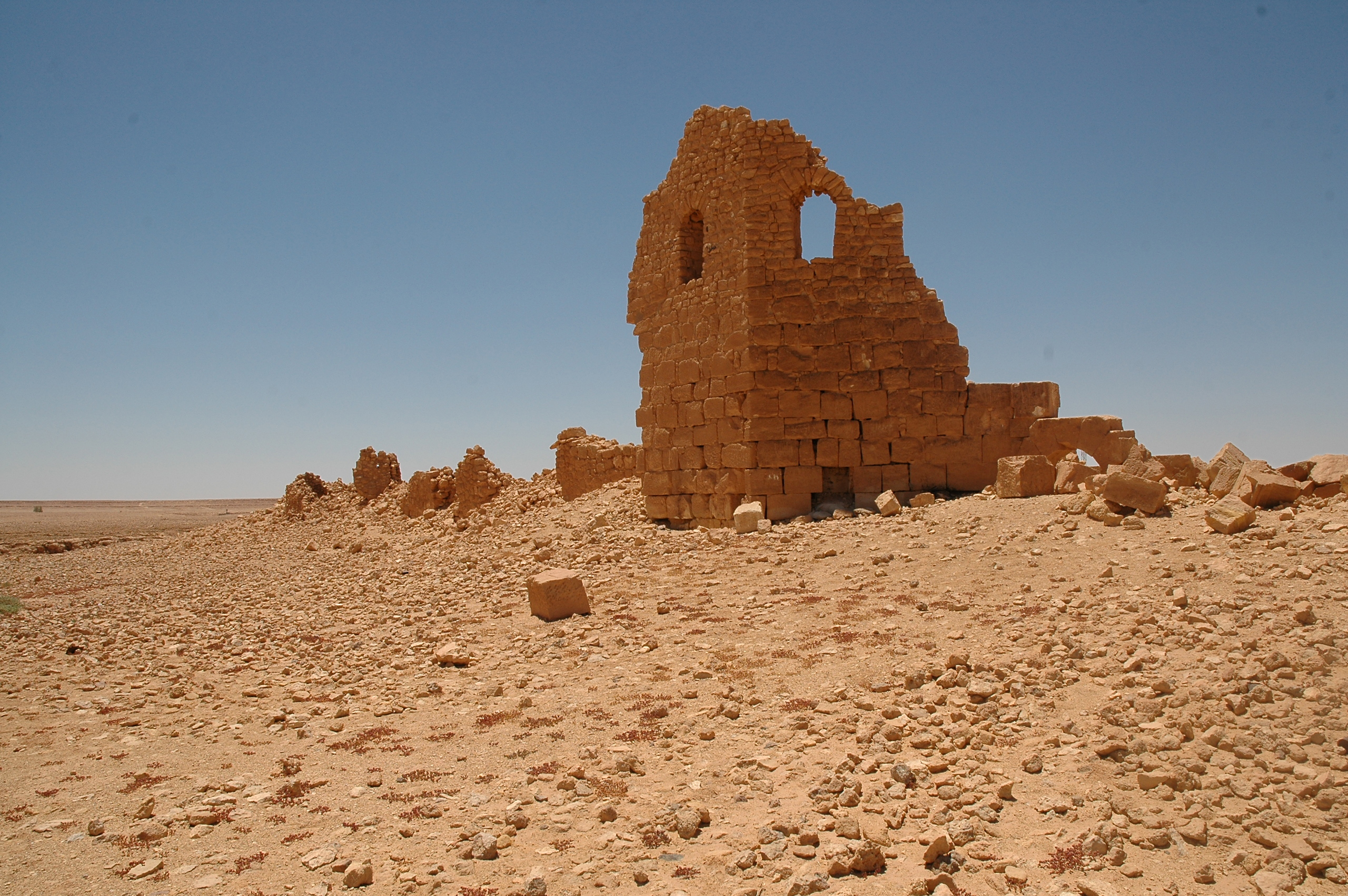
Die Porta praetoria von Gheriat el-Garbia vor dem Beginn der Ausgrabungen im Jahr 2006. Zu sehen ist der die Torzufahrt flankierende Südostturm.

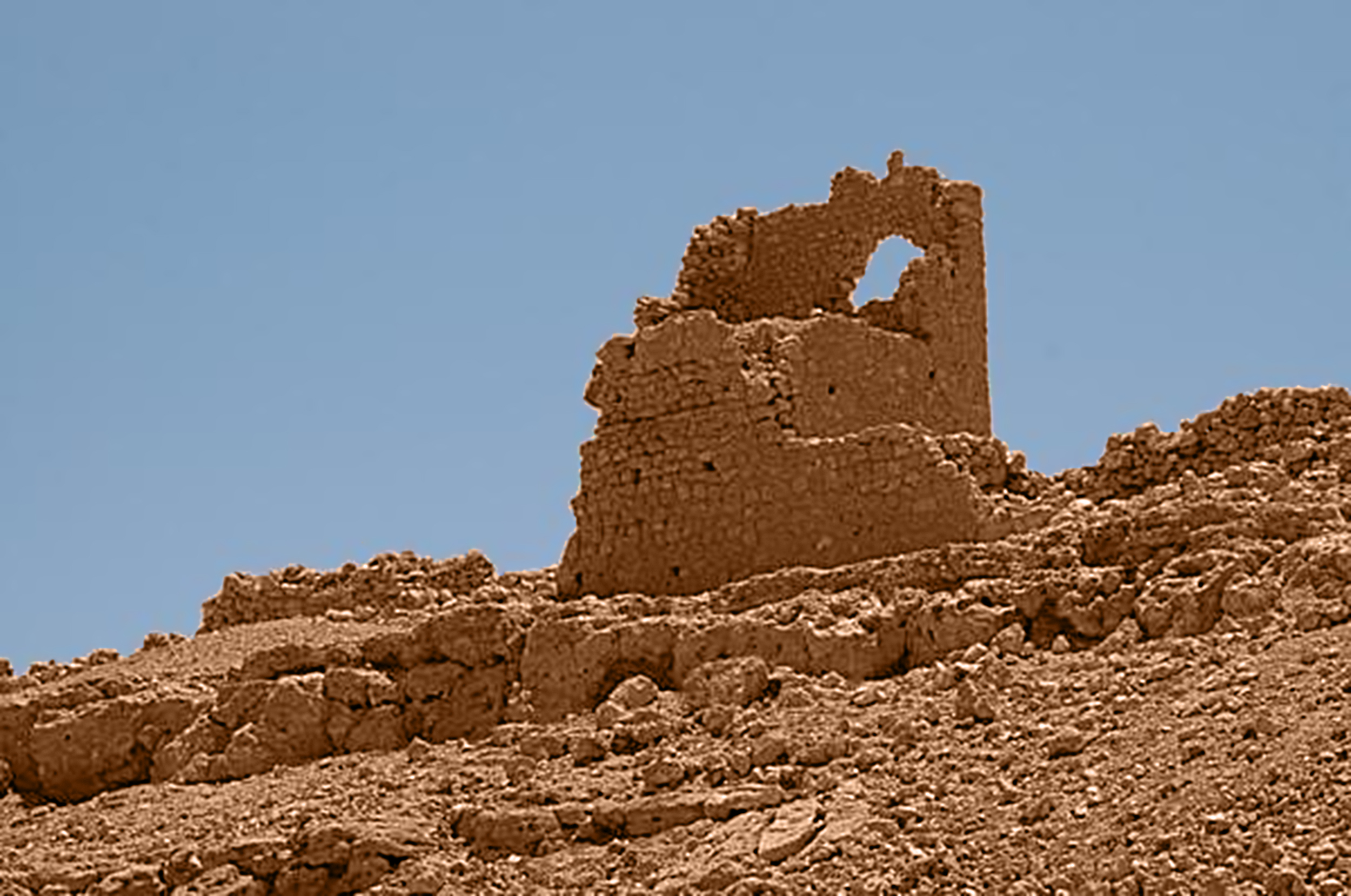
Der noch 8,30 Meter hoch erhaltene Zwischenturm 2 von Gheriat el-Garbia mit Resten der davorgelagerten Umfassungsmauer

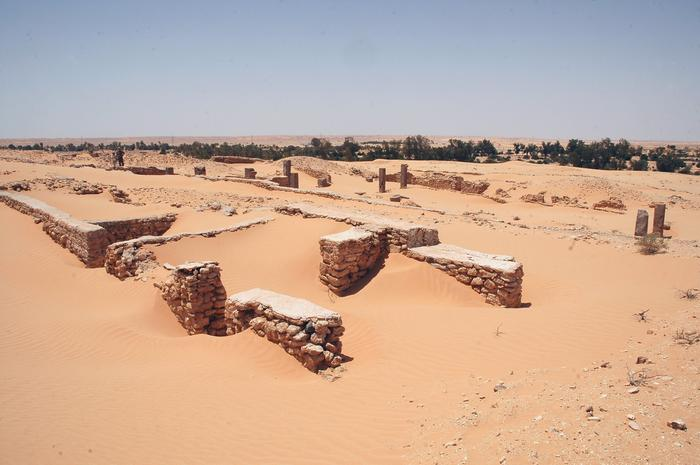
Gholaia (Oase Bu Njem): Blick von Südosten über das Praetorium im Vordergrund und die Principa auf die Oase Bu Njem im Bildhintergrund

Kastell Gholaia, Befundplan des zentralen Kastellbereichs

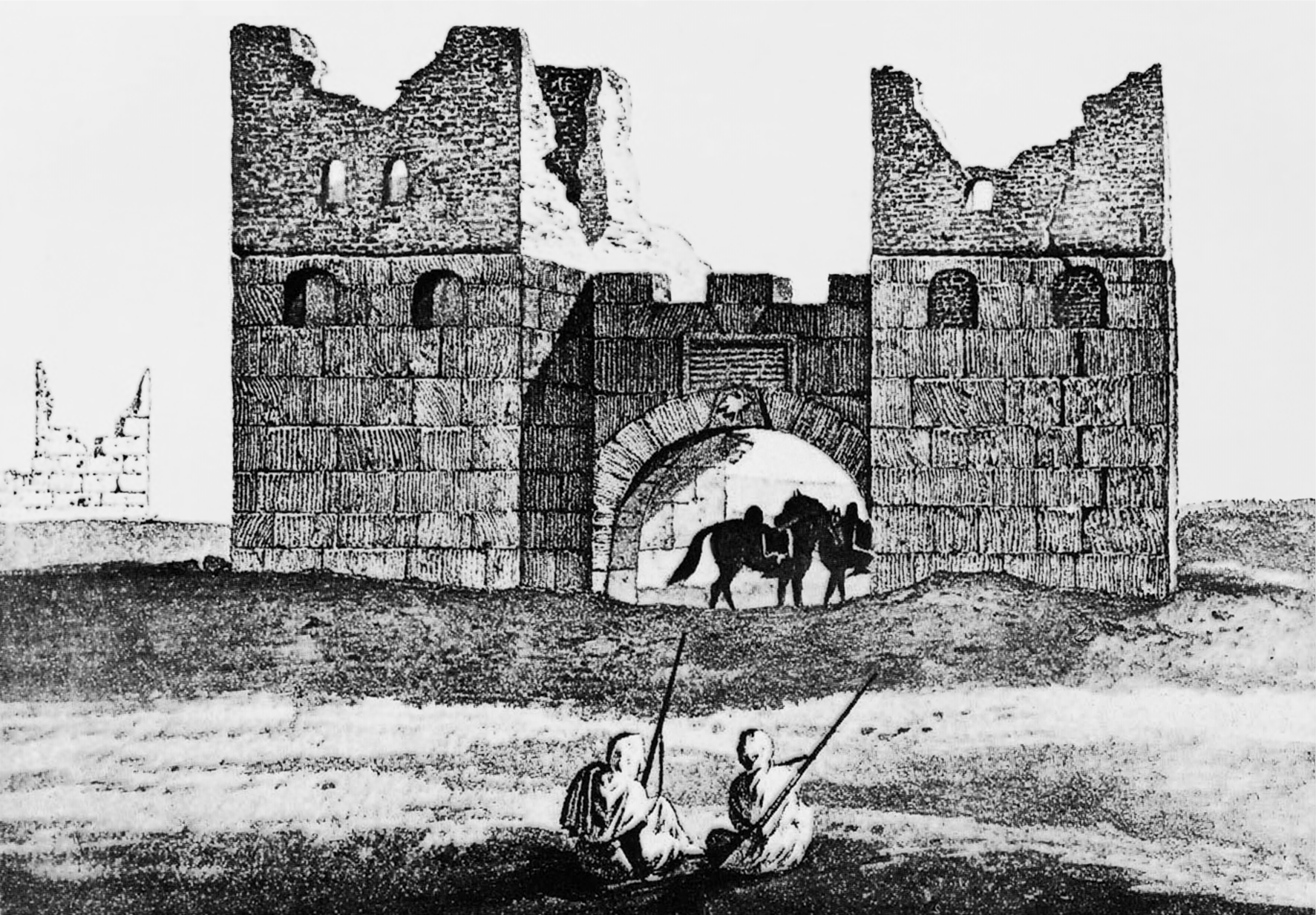
Gholaia: die Porta principalis sinistra, das Nordtor, das 1819 noch in einem ausgezeichneten Zustand erhalten war

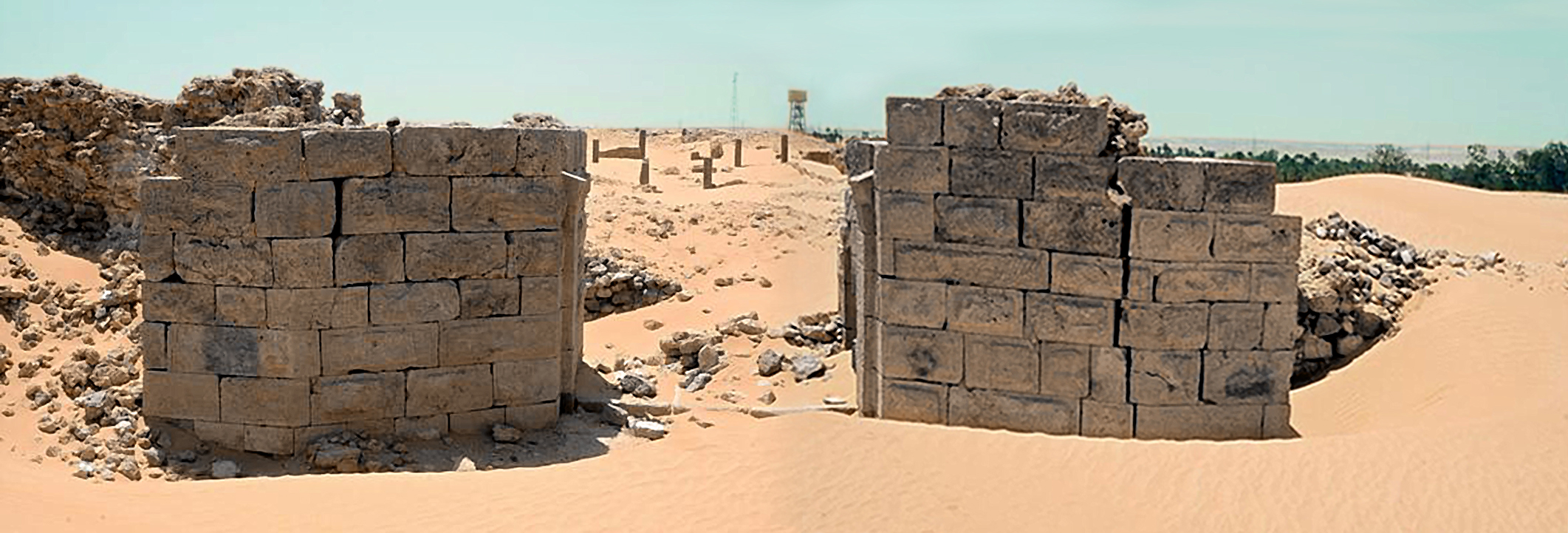
Gholaia: die Porta Praetoria 2008

Kastell Talalati: Befundplan des Kastells und Vicus

Kleinkastell Tisavar: Befunde von 1912

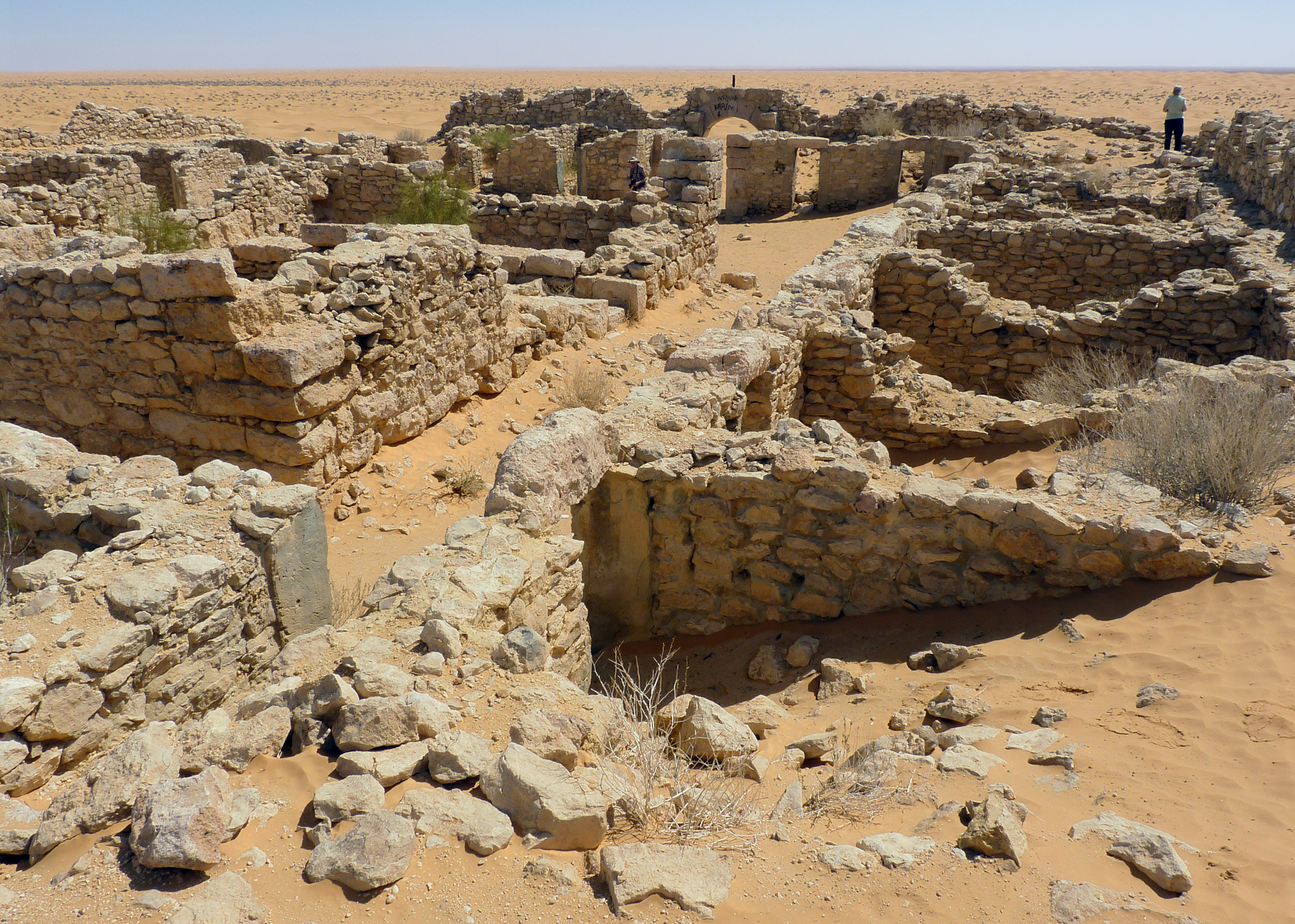
Kleinkastell Tisavar: Blick über die Mannschaftsunterkünfte (rechts) und den Mittelbau (links) zum Tor (Mitte)

Kleinkastell Benia Guedah Ceder: Befundplan

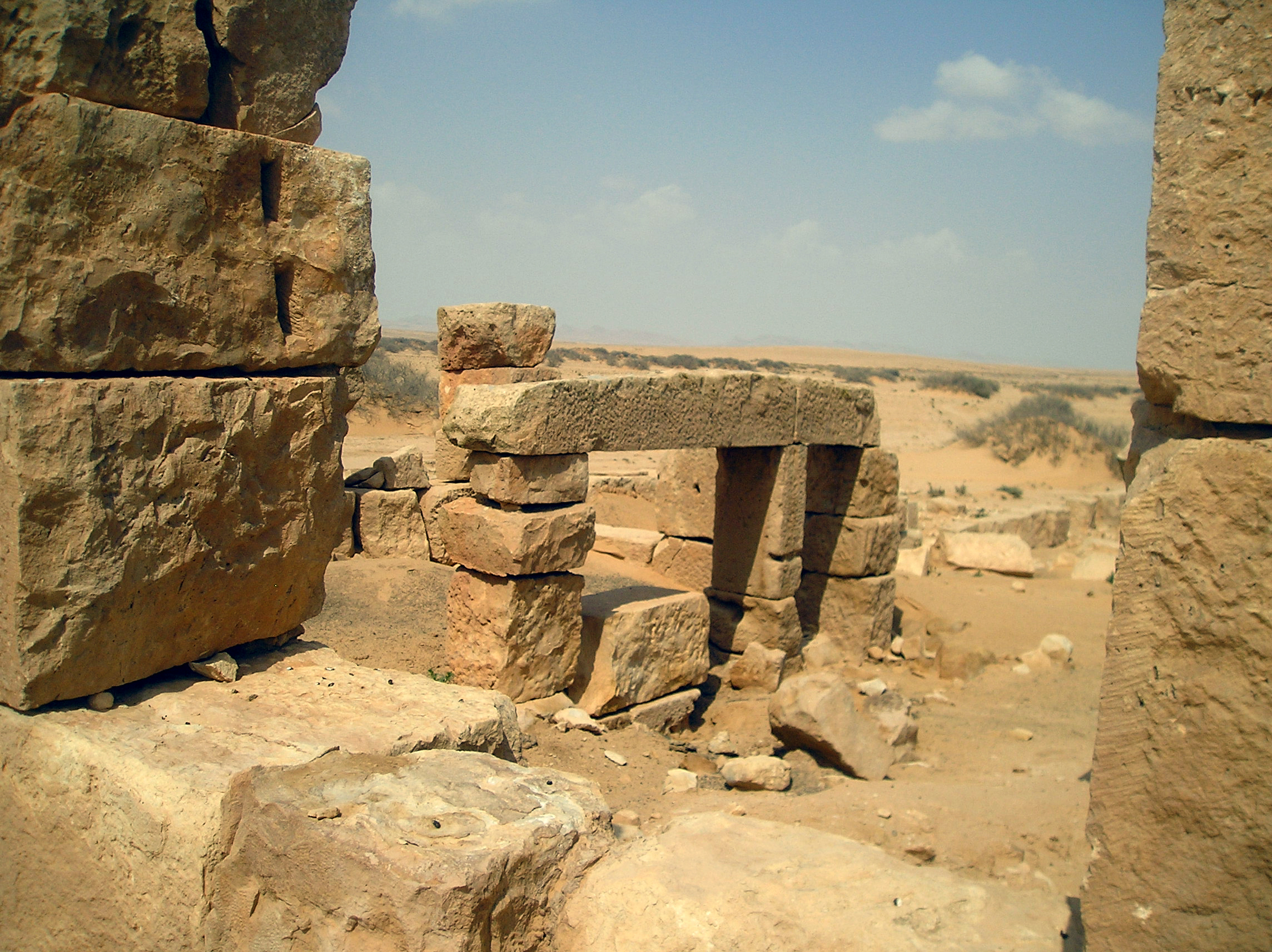
Kleinkastell Benia Guedah Ceder: Blick von Süden nach Norden ins Innere des Hauptgebäudes (die massiven Steinblöcke dienen als Türstürze)

Kleinkastell Ksar Tabria: Befunde

Kleinkastell Gasr Bularkan: Befunde

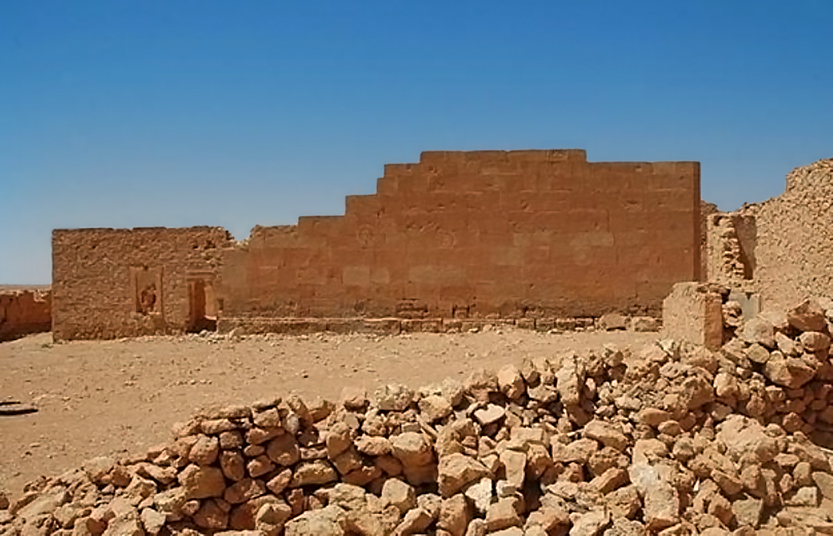
Kleinkastell Gheriat esh-Shergia: Blick auf die nordöstliche Außenmauer

Kleinkastell Gasr Zerzi: Lagesituation mit Zisterne

Kastell Gheriat el-Garbia

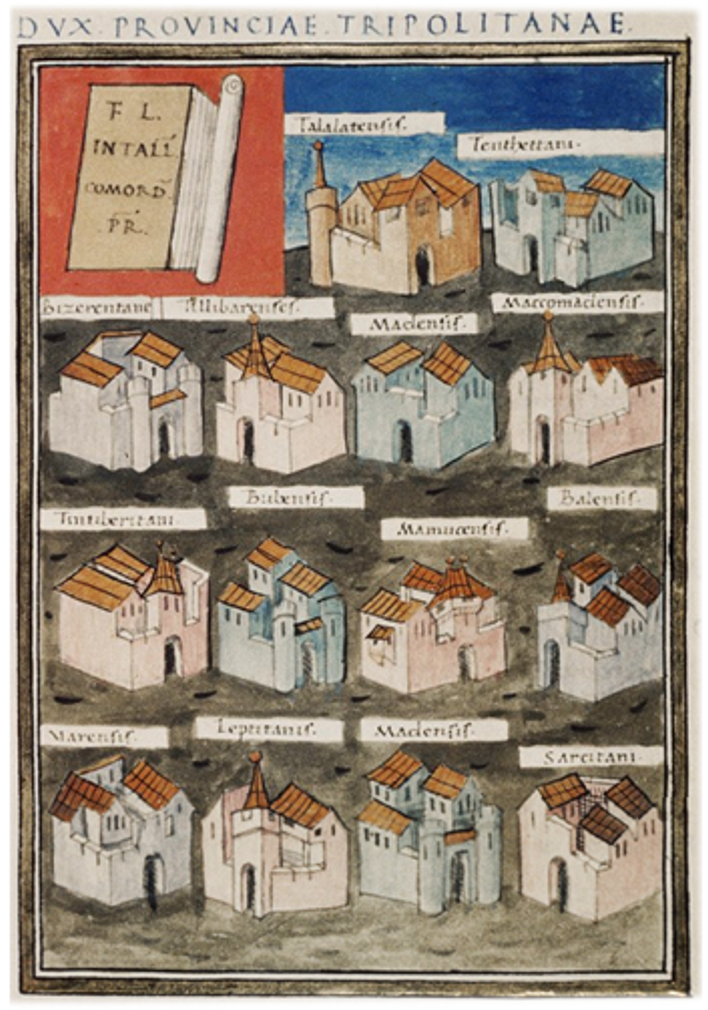
Notitia Dignitatum, die Limessektoren/Kastelle unter dem Befehl des Dux von Tripolitanien: Talalatensis, Thentettani, Byzerentani, Tillibarensis, Madensis, Maccomadensis, Tintiberitani, Bubensis, Mamucensis, Basensis, Varensis, Leptitanis, Madensis, Sarcitani

Wadi-Skiffa-Clausura: Plan des Torhauses

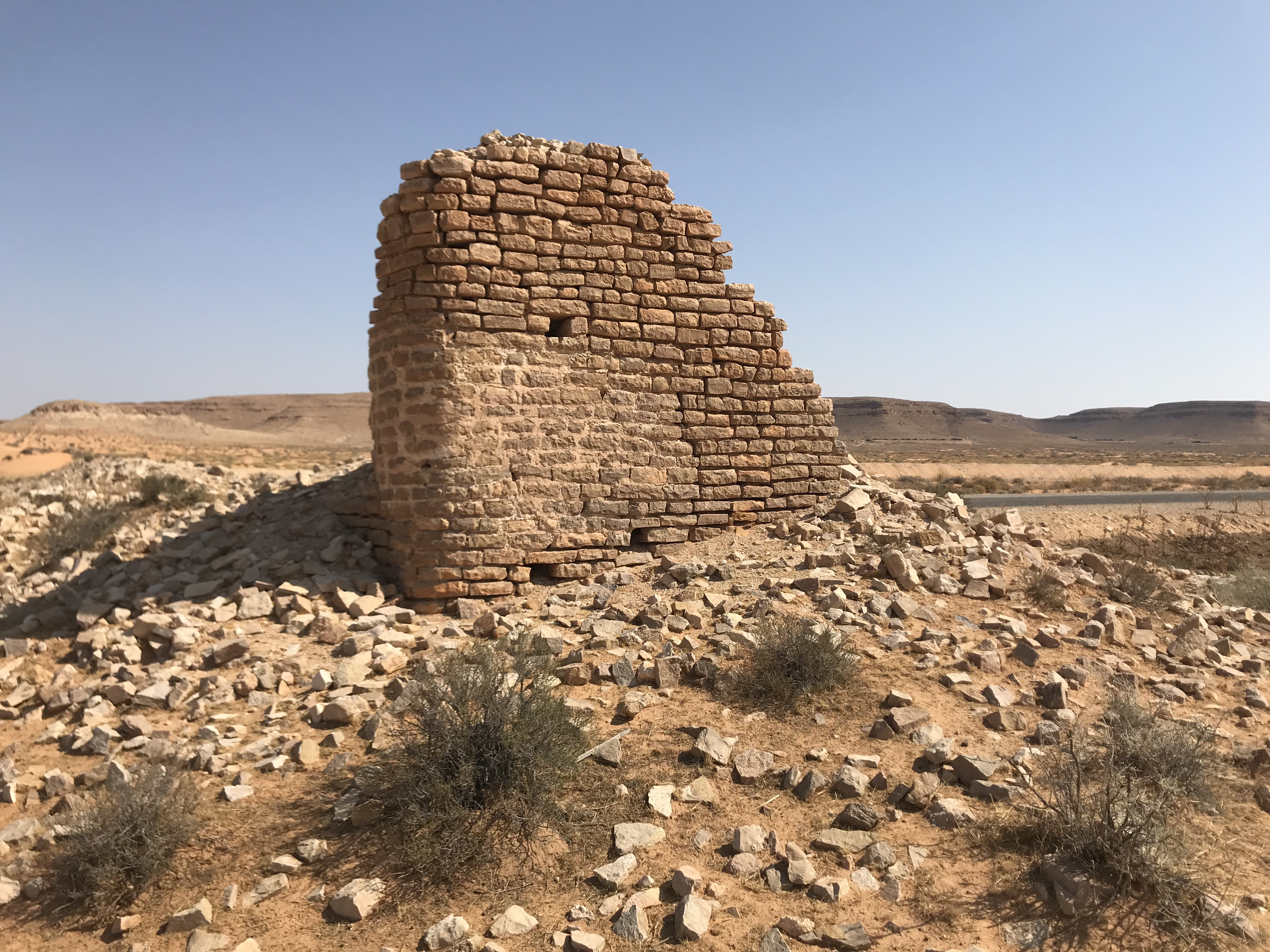
Wadi Skiffa-Clausura: Blick von Südwesten auf die abgerundete Ecke des Südturms am Torhaus

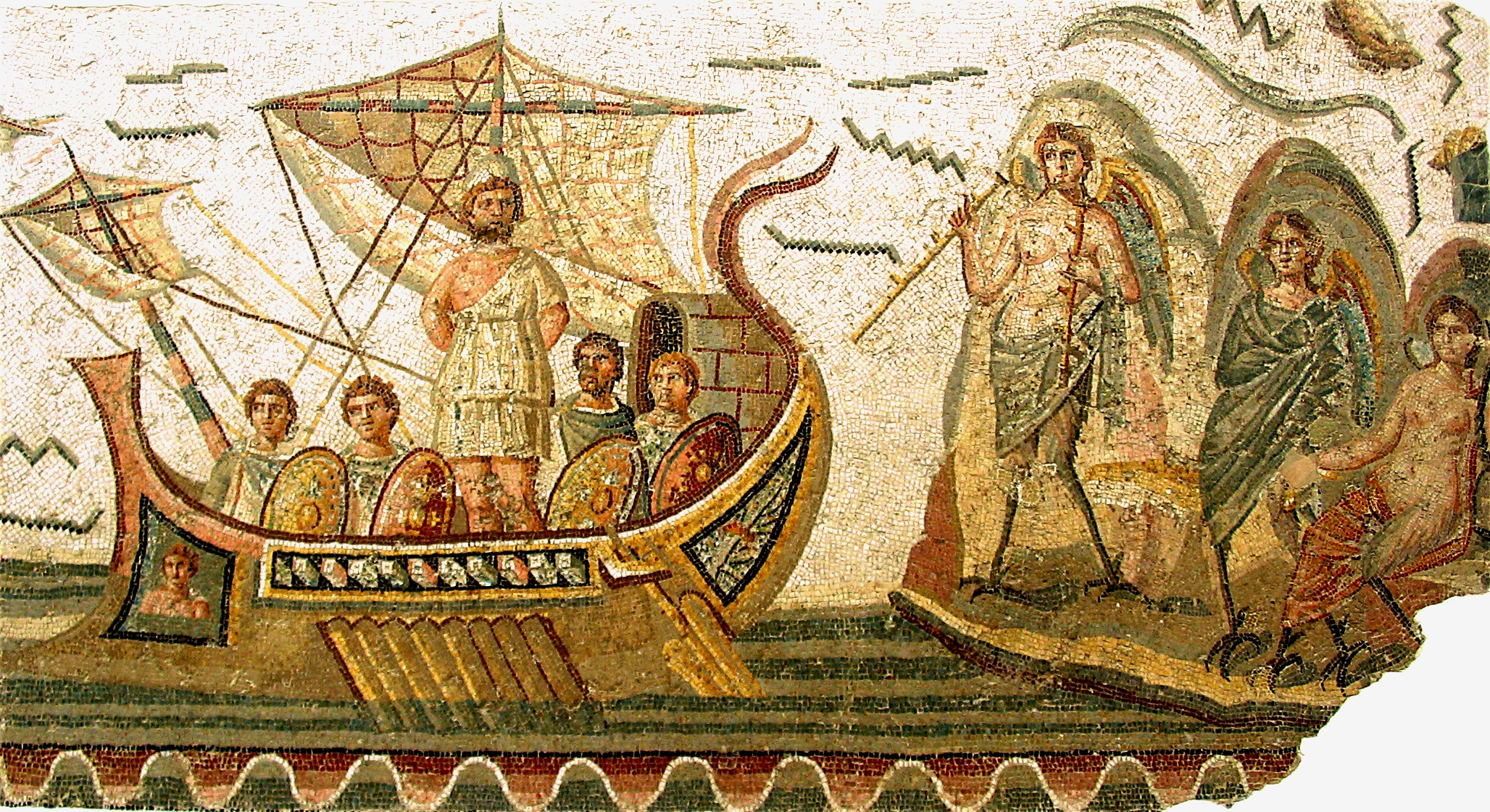
Odysseus-Mosaik im Bardo-Museum, das eine römische Galeere zeigt (2. Jahrhundert)

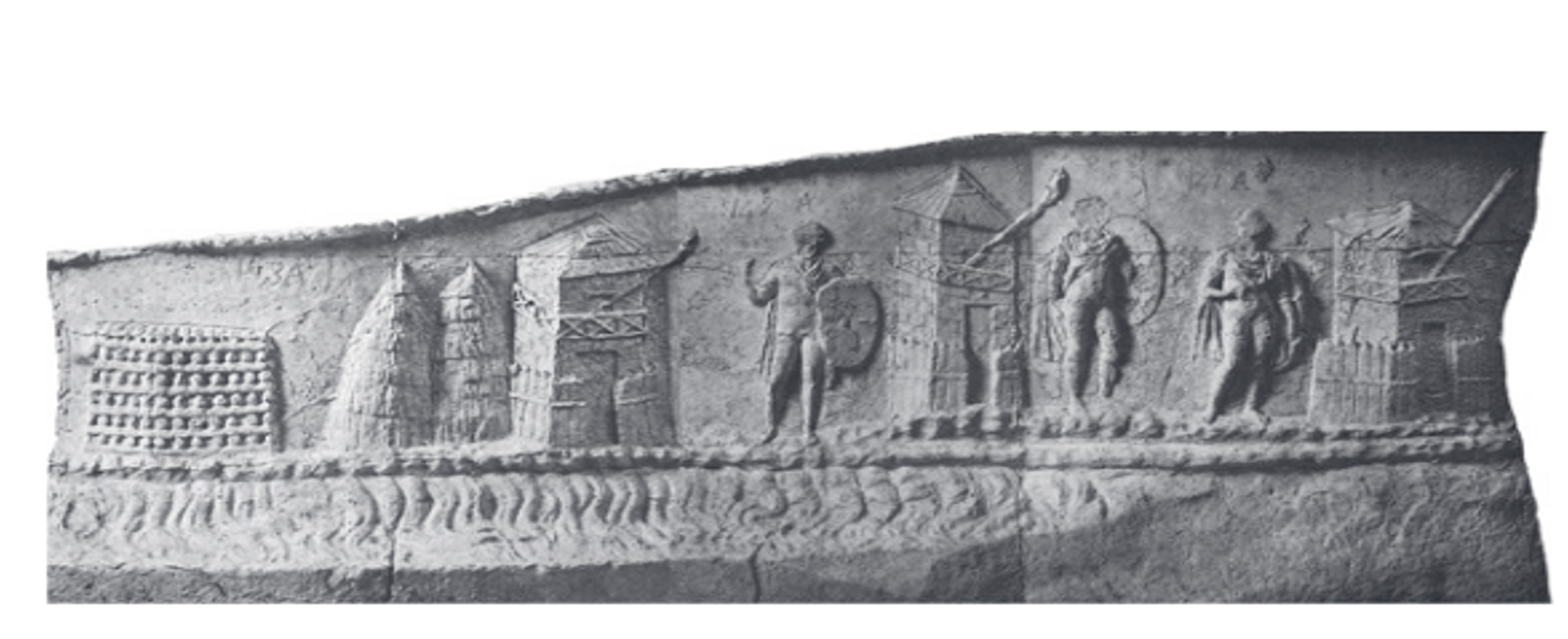
Abbildungen von Wachtürmen an der Trajanssäule in Rom

Ras al Tays al Abyad: Befundplan des Wachtturms

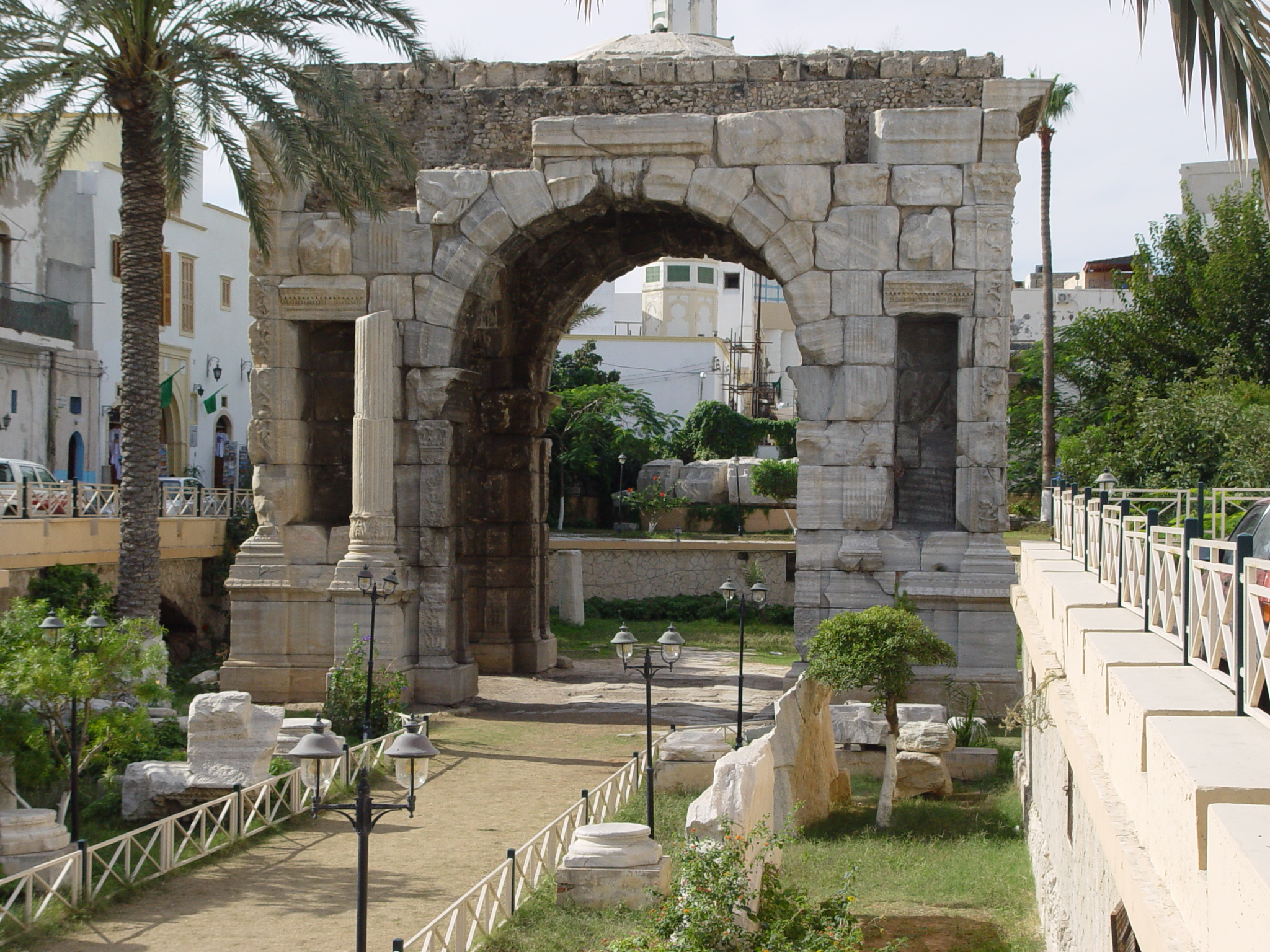
Tripolis: Triumphbogen des Marcus Aurelius

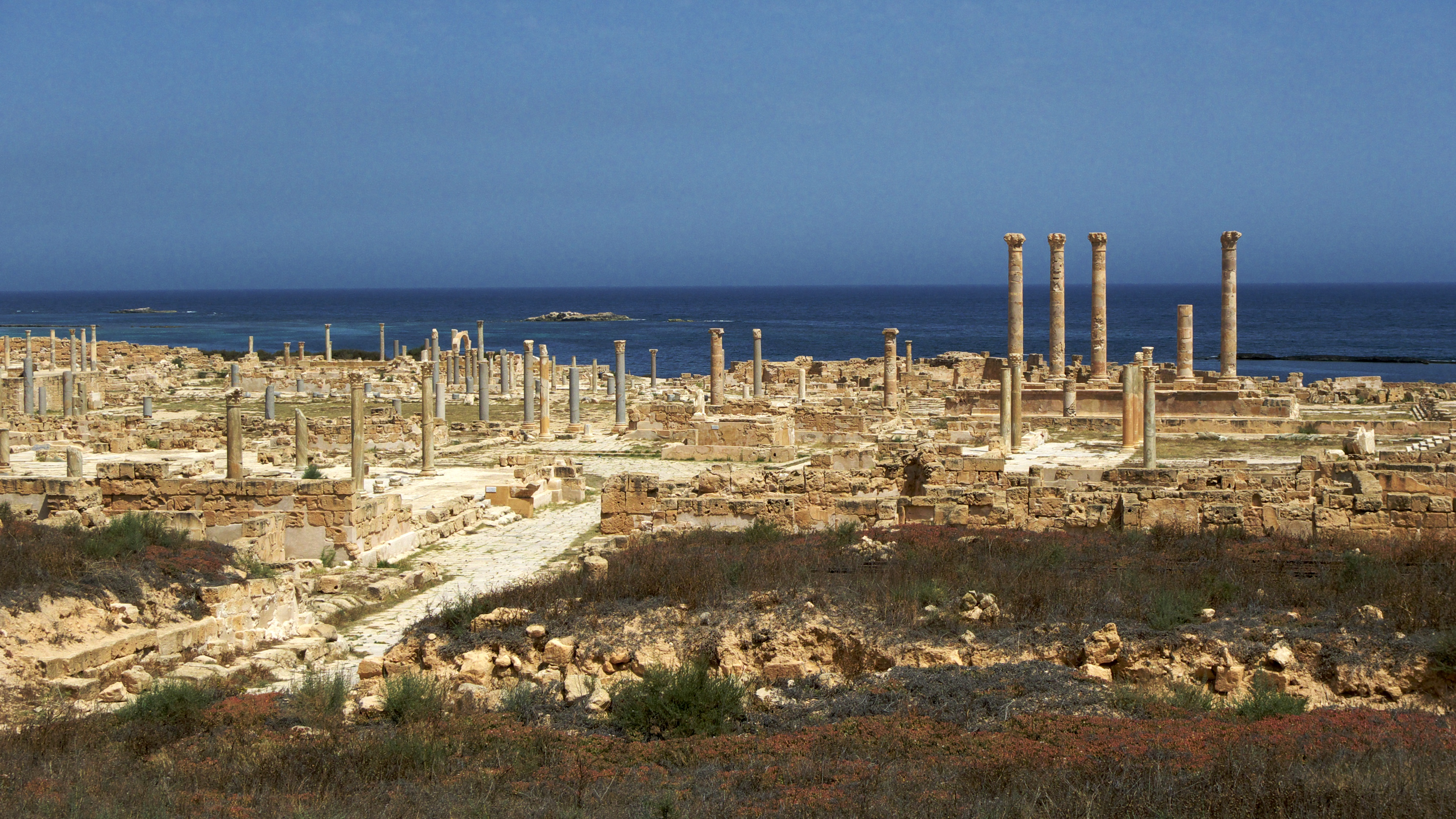
Ruinen von Sabratha

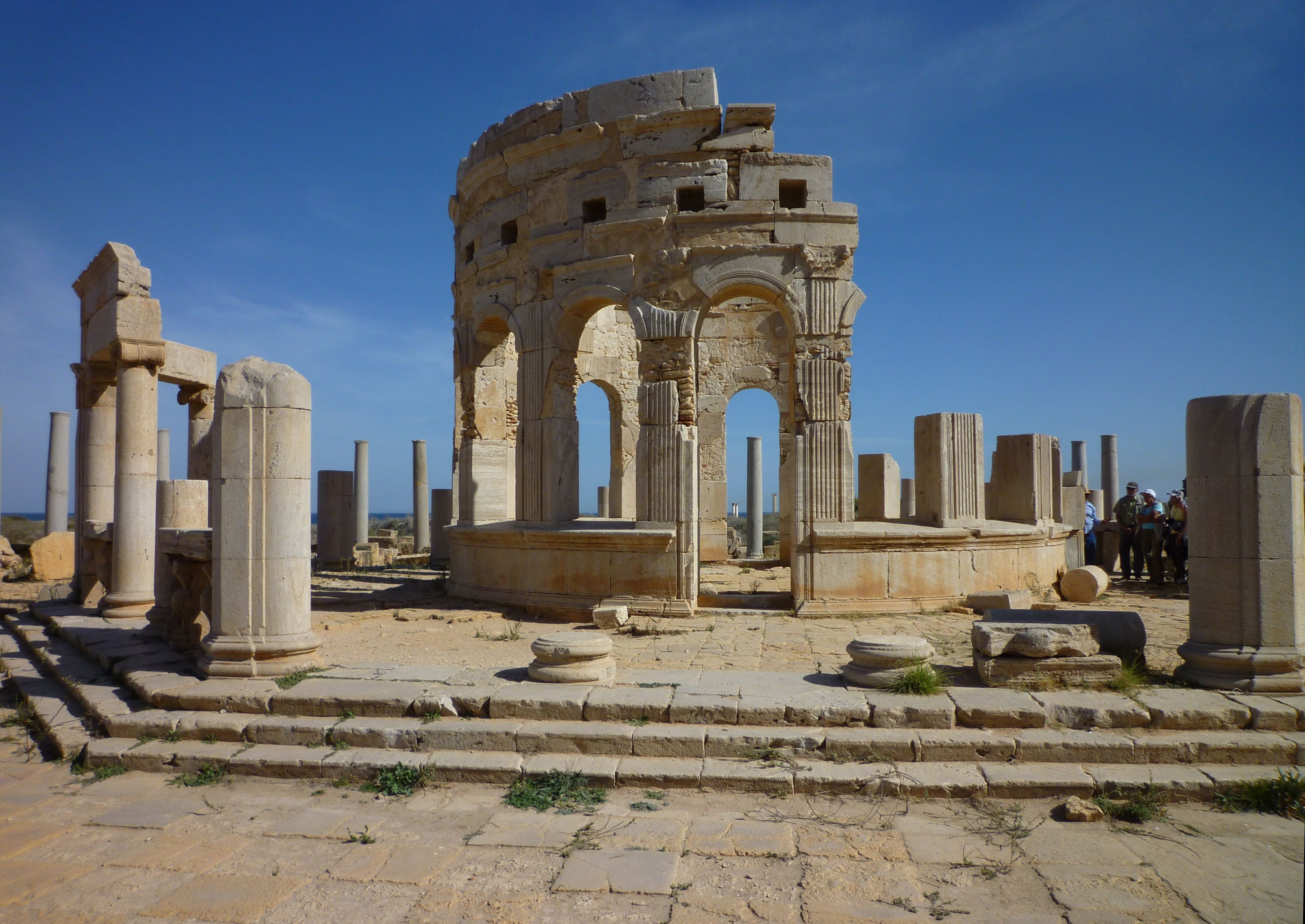
Ruinen von Leptis Magna

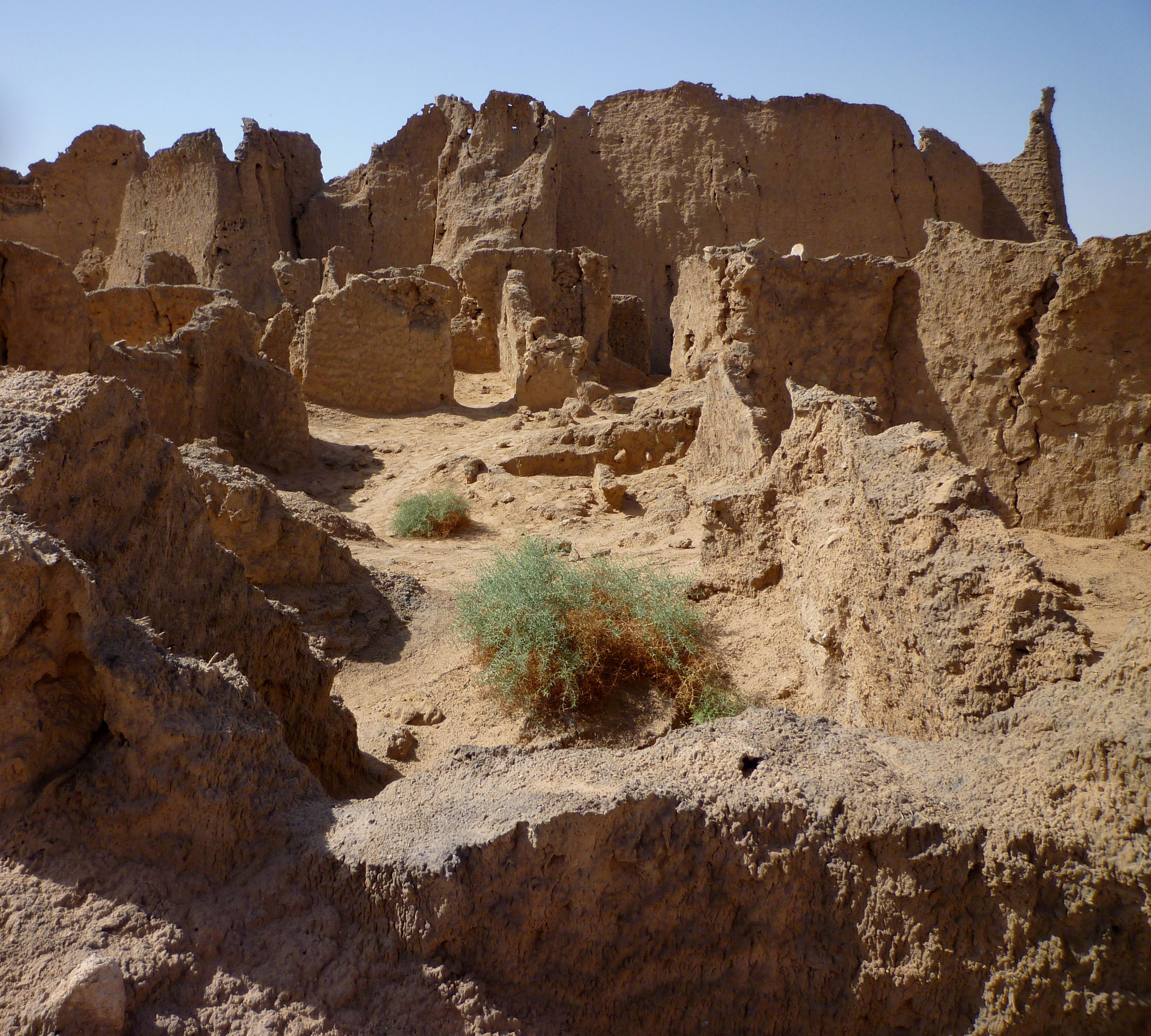
Ruinen von Garama

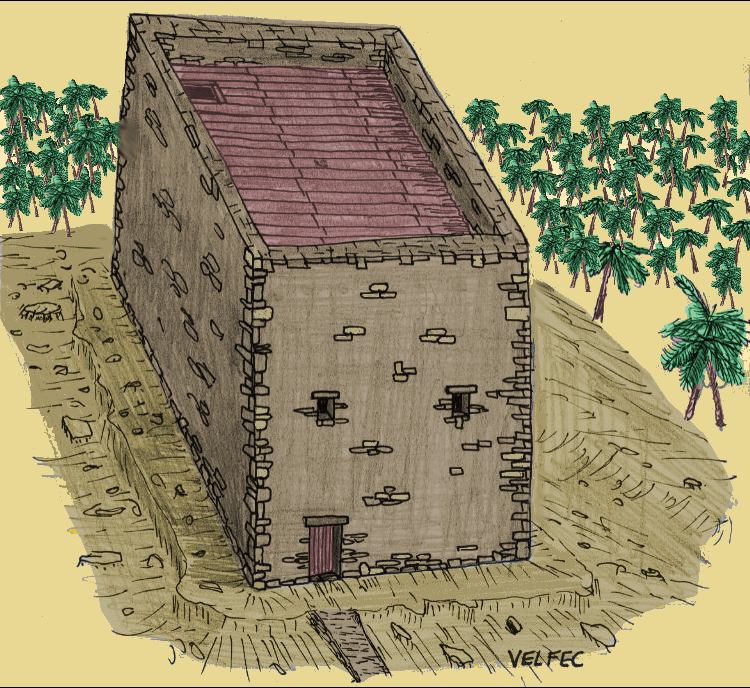
Rekonstruktionsversuch eines römischen Centenariums (auch Qsur, Qasr, Gsur, Ksar) in Nordafrika

Centenarium Gasr Duib: Befundplan (Erdgeschoss)

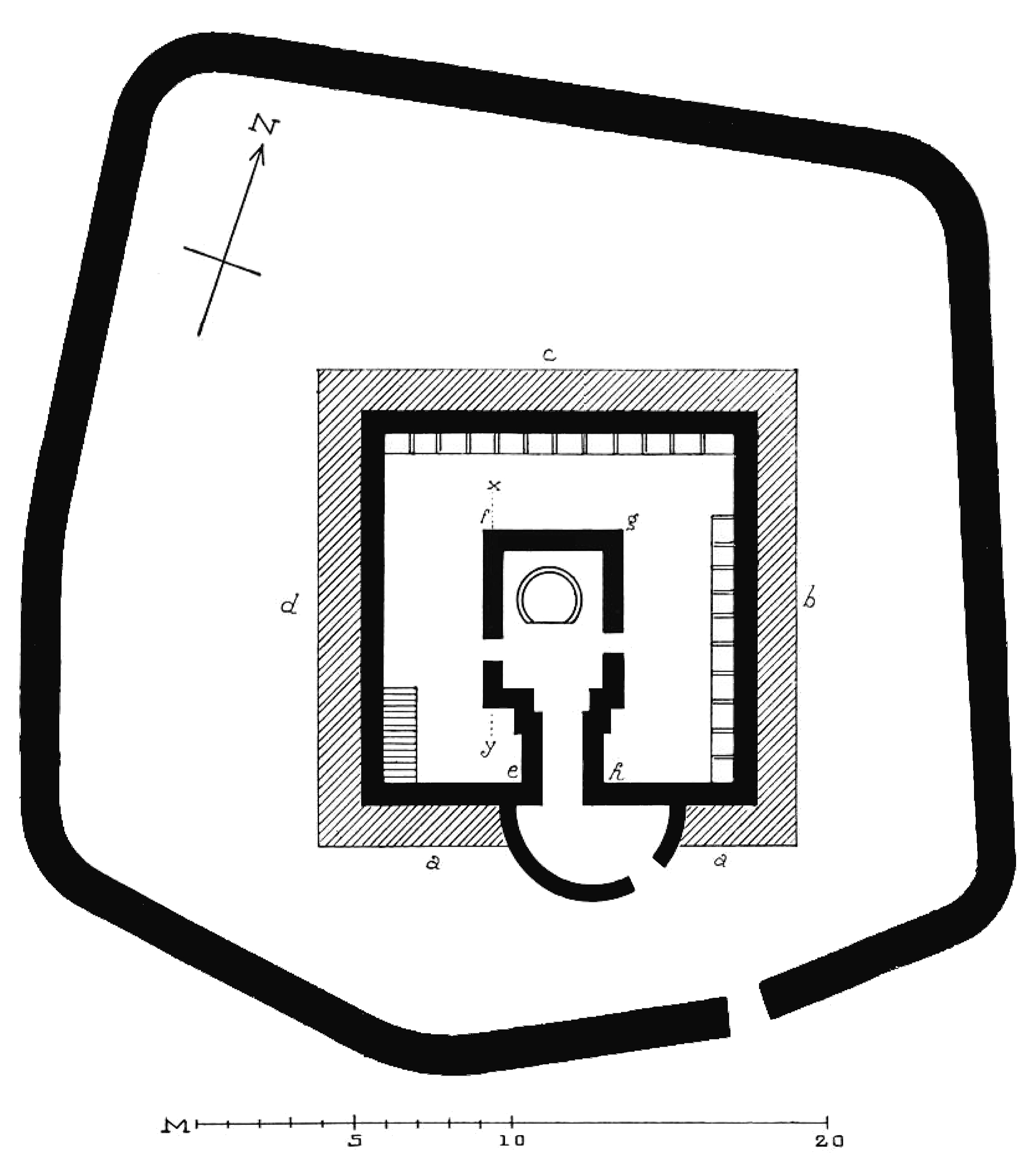
Centenarium Tibubuci: Befunde von 1901/1902

Kastell Talalati: Kastellbad, Befundplan 1912

Die Tebaga-Clausura, das größte Sperrwerk am westlichen Ende des Limes Tripolitanus

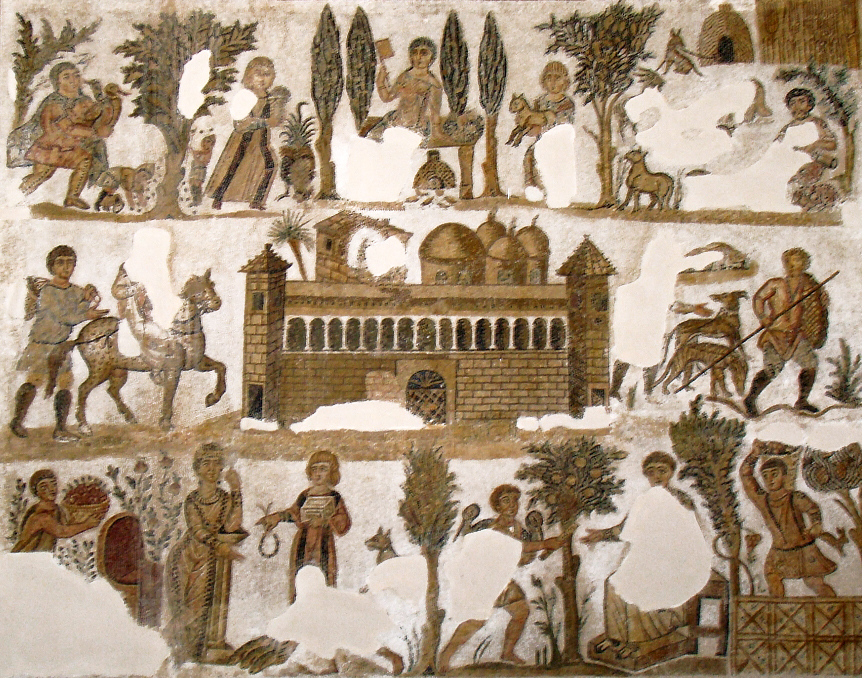
Alltagsszenen auf dem Dominus Julius Villa Mosaik, Nationalmuseum von Bardo, Tunis

Abbildung einer traditionellen Strohhütte/mapalia (im Bild ganz rechts) auf einem römischen Mosaik im Nationalmuseum von Bardo, Tunis

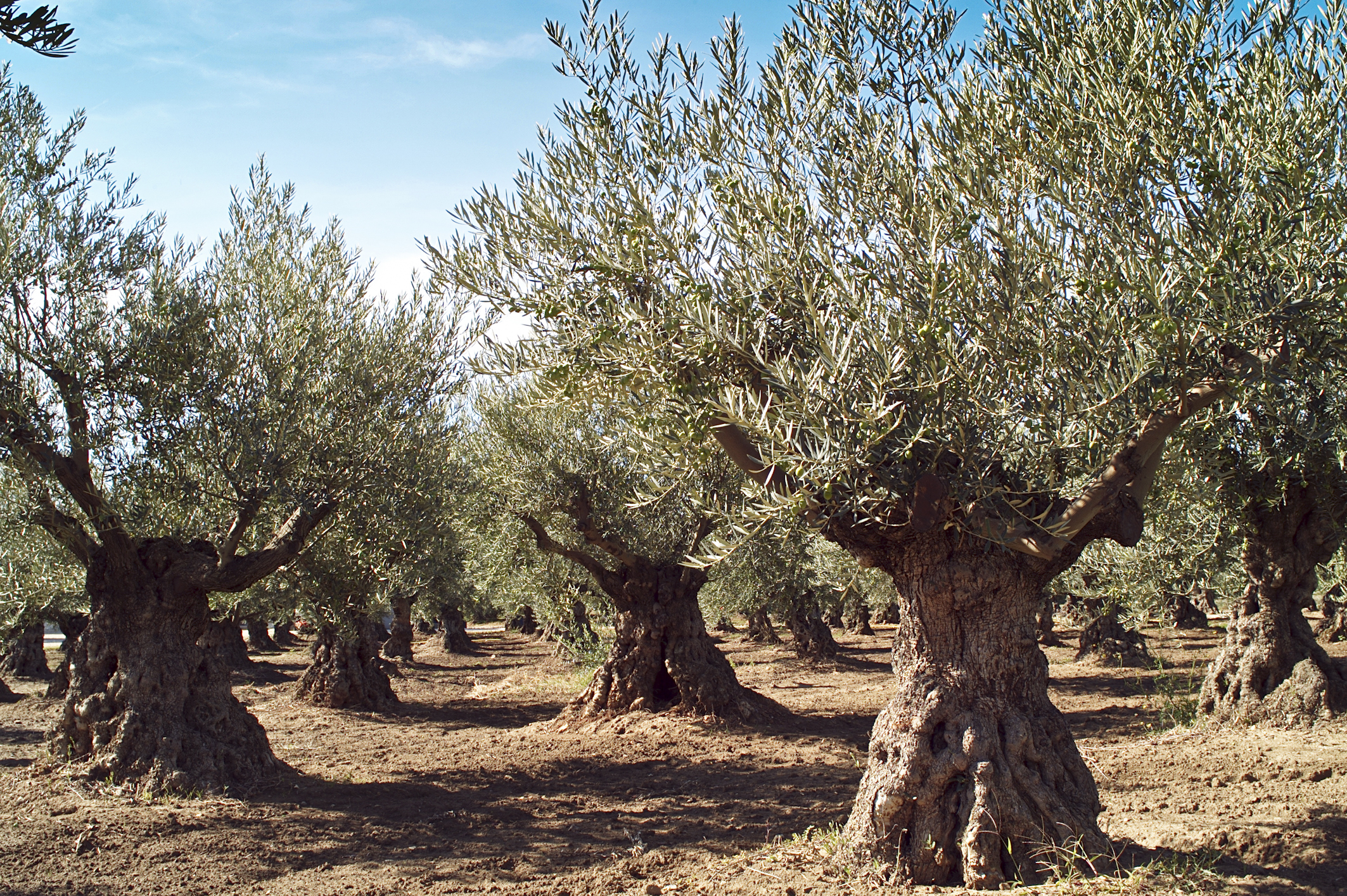
Olivenhain

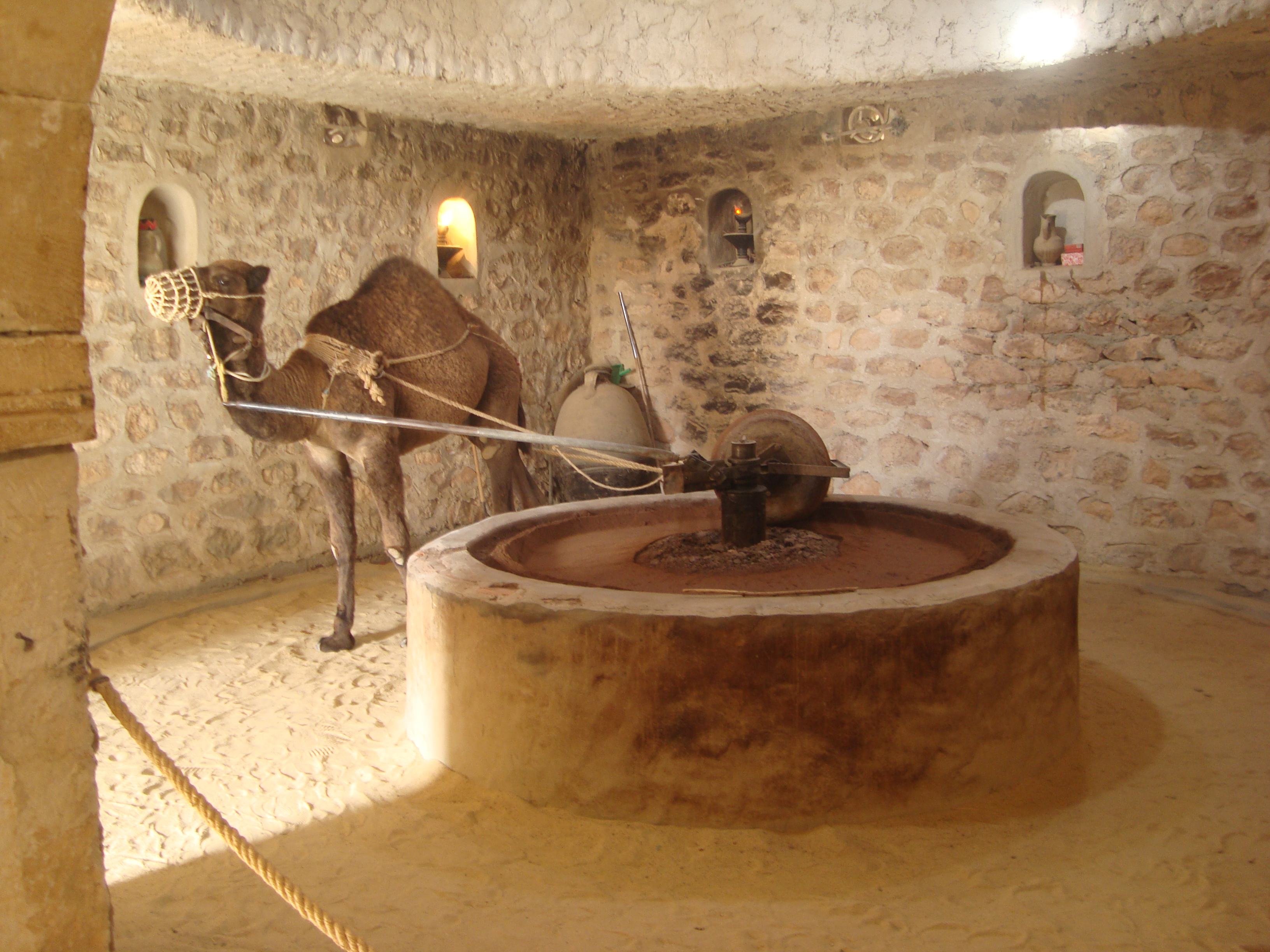
Traditionelle Olivenölpresse in Tunesien

Der Limes Tripolitanus war eine Grenzzone bzw. Militärbezirk des römisch beherrschten Nordafrika. Seine Kastellkette bildete den östlichsten Teil des afrikanischen Limes und diente vom 2. bis zum 6. Jahrhundert der Verteidigung der fruchtbaren küstennahen Territorien der Provinzen auf dem Gebiet des heutigen Maghreb sowie von dessen Hafenstädten bis an die Grenze der Cyrenaika. Er verlief vom Schott el Dscherid bis zur Hafenstadt Khoms. Während sich die östliche Grenzlinie von der Oase Bu Njem bis Telmine gut verfolgen lässt, ist sein Verlauf östlich von Khoms, an der Großen Syrte, noch unklar. Unter der Herrschaft der Römer wurde in Afrika die wirtschaftliche Expansion stetig vorangetrieben. Dadurch wurden jedoch die indigenen Nomadenvölker aus ihrem angestammten Lebensraum verdrängt. Das Grenzsicherungssystem der Tripolitania konzentrierte sich daher vor allem auf diejenigen Regionen, die von diesen Nomadenstämmen bedroht wurden.

## Lage
Der Limes Tripolitanus liegt auf den Staatsgebieten des heutigen Libyen und Tunesien. Tripolitanien, „das Land der drei Städte“, ist die westlichste der drei Großregionen des heutigen Libyen, mit der Kyrenaika im Osten und dem Fessan im Süden. In der Antike gehörten sie zu den Territorien der Provinzen:
| - Africa proconsularis, - Numidia | - Numidia Cirtensis (Spätantike) - Numidia Militiana (Spätantike) | - Zeugitana (Spätantike) - Byzacena (Spätantike) - Tripolitania (Spätantike) |

Laut dem Itinerarium Antonini zog sich der Limes vom Sedimentbecken des Lacus Tritonum (Schott el Dscherid) im heutigen Tunesien bis zur Hafenstadt Leptis Magna (Khoms) in Libyen. Die Kastellkette erstreckte sich in ihrer vollen Länge von Turris Tamalleni westlich des Djebel Tebaga bis zu ihrem östlichen Endpunkt Arae Philaenorum (Graret Gser et-Trab) an der Grenze zur Cyrenaika. Das westliche Drittel des römischen Tripolitaniens liegt im Süden Tunesiens, seine nördliche Grenze ungefähr entlang der Straße von der Hafenstadt Tacapae (Gabès) nach Turris Tamalleni (Telmine) am Lacus Tritonum. Sein zentraler Sektor, zwischen der heutigen tunesischen Grenze und den Salzmarschen des Sebcha Tauorga, war der exponierteste Teil, da er das Einfallstor zu den prosperierenden Hafenstädten am Mittelmeer sicherte. Der östliche Sektor, mit dem Hinterland der drei großen Küstenstädte Sabratha, Oea (Tripolis) und Leptis Magna, alle drei ehemalige phönizische Emporien, bildet heute den nordwestlichen Teil von Libyen. Während sich die südwestliche Grenzlinie von Gholaia bis Turris Tamalleni gut verfolgen lässt, ist ihr Verlauf an der Mittelmeerküste, östlich von Leptis Magna unklar. Dieser Abschnitt war etwa 300 km lang. Von Auxiu (Bir el-Amari) bis Arae Philaenorum folgte der Limes wohl der Küste der Großen Syrte, wo es nur wenige Städte und praktisch kein erschlossenes Hinterland gab. Weitere Siedlungszentren im Süden waren die Oasen von Nefzaoua, Ghadames und Giofra.

## Topografie
Die Limesregion ist für Nordafrika topografisch einzigartig, da sie eine Halbwüste vor der Sahara bildet, begrenzt vom Atlasgebirge im Westen und dem Niltal im Osten. Geographisch ist die ehemalige römische Grenzregion in Tunesien als Djebel Dahar und in Libyen als Dschabal Nafusa bekannt, beide Teilgebiete gehören zu einem Hochlandplateau, das als zusammenhängendes Schichtstufen-Bergland mit seinen südlichen Abhängen an die Sahara heranstößt. Diese Bergregion reicht von Gabès bis nahe an Leptis Magna heran und zieht sich zwischen diesen Punkten in einem großen Bogen nach Süden bis Dehiba. Zwischen dem von Djebel Dahar und Dschabal Nafusa gebildeten Hochlandplateau und dem Mittelmeer liegt die aride Djeffarasenke. Südlich des Plateaurandes, der von kurzen, steil in die Ebene abfallenden Wadis, durchflossen wird, fällt das Bergland leicht nach Süden ab und geht in die Sahara über. Der östliche Teil wird von den drei großen Wadis, Sofeggin, Zem-Zem und Bel el Chebir durchbrochen, die ostwärts in die Salzmarschen an der Großen Syrte münden. Westlich des Wadi Zem-Zem liegt die steinige und karge Hochlandwüste der Hammada al-Hamra, die sich weiter westwärts an die Sandwüste des östlichen Großen Erg anschließt.
Zu Beginn unserer Zeitrechnung waren die klimatischen Gegebenheiten den heutigen sehr ähnlich: die meiste Zeit des Jahres über trocken, aber durch aufwendige künstliche Bewässerung in sehr gutes Ackerland zu verwandeln. Die Regionen mit den höchsten Niederschlagsmengen sind die Mittelmeerküste und der nördliche Rand des Djebel Dahar beziehungsweise des Dschabal Nafusa. Im Gebiet um den Schott el Dscherid beträgt die Niederschlagsmenge unter 100 mm im Jahr. Am Standort des Kastells Tillibari (Remada, TU), nahe der libyschen Grenze ist er am niedrigsten. Das bergige Hochlandplateau ist für eine großflächige Landwirtschaft zu trocken. In der einst sehr fruchtbaren Küstenregion, der Djeffara-Ebene nördlich des Hochlandplateus, befinden sich hingegen zahlreiche – im Pleistozän entstandene – unterirdische Wasserspeicher und der relativ häufig wasserführende Wadi Caam (Libyen). Heute steht dort allerdings viel weniger Wasser zur Verfügung als noch in der Antike, was eher auf eine zu hohe Ausbeutung der Speicher und eine damit verbundene Absenkung des Grundwasserspiegels durch den Menschen, als auf klimatische Einflüsse zurückzuführen ist.
Die Küstenlandschaft der Großen Syrte östlich von Leptis Magna gestaltet sich bis zur Grenze der Cyrenaika gleichförmig und unfruchtbar. Nur einzelne Wadis zwischen Misrata und Sirte erstrecken sich bis zum Mittelmeer. Zwischen den – streckenweise bis ans Mittelmeer reichenden – Sanddünen befanden sich in der Antike nur vereinzelt kleine Siedlungen und kurze, über das Jahr nur in der Regenzeit wasserführende Flusstäler (Wadi). Bei Berenike (Bengasi) wird die Landschaft von mehr Niederschlägen und einem etwas milderen Klima begünstigt. Dort begann der griechische Kulturkreis, der den Osten des Römischen Reiches prägte.

## Limes
Anfänglich stand das lateinische Wort limes für befestigte, an den Feind führende Straßen. Der Begriff wandelte und erweiterte sich im Laufe der Zeit. Er bezeichnete letztendlich eine von den römischen Truppen besetzt gehaltene Grenzzone. Der Limes in Nordafrika erstreckte sich über eine Distanz von 4000 km und war damit die längste Grenze des römischen Imperiums.
Der Limes Tripolitanus, ein tiefgestaffeltes System von Kastellen und Militärposten, das die Südgrenze des römischen Reiches sicherte, wird im Itinerarium Antonini (3. Jahrhundert n. Chr.) erwähnt. Gemäß diesem Verzeichnis bezog sich der Begriff auf eine Route, die von der Küstenstadt Tacapae im Westen bis zum östlich gelegenen Leptis Magna reichte. Am Garnisonsort Bezereos erreichte die Route das unmittelbare Grenzgebiet und verlief in der weiteren Folge über die Höhen des Djebel Dahar und des Nafusa-Berglands mit dem Djebel Garian über die Militärstandorte Tentheos und Thenadassa (Ain Wif) wieder zur Mittelmeerküste zurück. Reisende, die diese Zone durchquerten, mussten hierfür zwei Probleme berücksichtigen: die Beschaffenheit des Geländes und die Mitnahme von ausreichend Trinkwasser zwischen den Etappenstationen bzw. Brunnen. Hauptaufgabe der Besatzungstruppen war daher die Kontrolle und Beobachtung des Verkehrs in und aus dem Machtbereich Roms. Dies bedeutete in diesem Fall nicht die Sicherung einer starren, linearen Grenze, sondern die Überwachung der großen Karawanenrouten. Die Wehranlagen waren daher entlang von Wadis und an Oasen, Brunnen und Zisternen angelegt, in den meisten Regionen Tripolitaniens oft die einzigen Wasserquellen. Wichtige Durchzugstäler kontrollierte man mittels Sperrwerken, wie z. B. dem bei Hadd Hajar. Potentielle Angreifer hatten zwar die Möglichkeit, Kastelle und Sperren weiträumig zu umgehen, doch bestand dabei immer das Risiko, dass ihnen die Wasservorräte ausgingen. Im 6. Jahrhundert beschränkten sich die Byzantiner auf die Sicherung des Küstenlandes am Golf von Gabes und der Großen Syrte. Der Limes bestand nur noch aus einer losen Kette von kleineren befestigten Siedlungen und heruntergekommenen Hafenstädten, die von Tacape (Gabes) und Gightis (Südtunesien) über Sabratha und Oea bis nach Lepcis Magna reichte. Diese letzten Stützpunkte römischer Macht in Nordafrika konnten leicht von See aus versorgt und notfalls auch evakuiert werden.

### Funktion
Die rund 1000 km lange Außengrenze der Tripolitania markierte auch eine imaginäre Trennungslinie zwischen zwei unterschiedlichen Kulturen und Wirtschaftsräumen und sollte die – vor allem für Roms Getreide- und Olivenölversorgung – wirtschaftlich wichtigen Regionen schützen. Im engeren Sinn handelte es sich dabei um die fruchtbare Djeffara-Ebene an der Mittelmeerküste, die sich stellenweise bis zu 150 km ins Landesinnere erstreckt. Außerdem sollte durch die Anwesenheit der Besatzungstruppen die Romanisierung der indigenen Bevölkerung vorangetrieben werden. Ihr Ziel war in erster Linie politisch – in etwa stabile, auf die Städte ausgerichtete Kommunalverwaltungen mit Latein als Amtssprache zu schaffen. Auf einer weit niedrigeren Ebene richtete sie sich an die Stammeseliten außerhalb und in den Grenzgebieten, um sie mit der römischen Besatzungsmacht langfristig zu versöhnen. Dies wurde durch Verträge, finanzielle Zuwendungen und die Gewährung des römischen Bürgerrechts sowie den Export von Waren und Dienstleistungen bewerkstelligt. So sollten noch engere kulturelle Bande zwischen Römern und Einheimischen geknüpft werden. Die Libyphönizier sollten aber nicht komplett in Römer verwandelt, sondern nur dazu gebracht werden, sich mit den Vorteilen der römischen Zivilisation zu identifizieren. Unter normalen Umständen hatten die römischen Eroberer auch nicht das Ziel, die italische Lebensart einer völlig fremden Kultur aufzuzwingen. Ihr Schlüssel zum Erfolg war nicht die gewaltsame Unterdrückung des anfänglichen Widerstands gegen die Okkupation, sondern die schrittweise und freiwillige Assimilation der lokalen Bevölkerung in ein auf Wohlstand und oligarchischer Macht beruhendes Gesellschaftssystem. Die Opposition gegen Rom wurde oft durch finanzielle und wirtschaftliche Anreize für die unterworfenen Eliten und Aufstiegsmöglichkeiten in der Armee oder Reichsverwaltung überwunden oder zumindest abgeschwächt. Tripolitanien brachte daher zahlreiche Zenturionen, Prokuratoren, Senatoren, Statthalter, Prätorianer und sogar einen Kaiser hervor. In der Grenzzone wurde der Tatendrang der Elite gezielt auf die Anhäufung von Wohlstand gelenkt. Jenseits der Grenze konzentrierte sich die römische Diplomatie darauf, innerhalb der Stammeshierarchien prorömische Machthaber zu installieren. Die größte Bedrohung für die Sicherheit der Provinzialen waren aber trotzdem immer die im Landesinneren lebenden freien Nomadenvölker. Die wichtigsten waren die:
- Nasamones,
- Macae,
- Gaetuler,
- Asturiani, und vor allem die
- Garamanten.

Letztere waren halbstaatlich organisiert und wurden von einem König (rex garamantum) regiert, der in der Wüstenstadt Garama residierte. Die Römer kontrollierten an den Außenposten des Reiches Stammesbewegungen insbesondere entlang der am stärksten frequentierten Migrationsrouten, da den örtlichen Kommandeuren das zyklische Muster des Nomadenlebens bekannt war. Die Nomadenstämme tendierten dazu, den von der Natur vorgegebenen Wegen und Trassen (hier insbesondere den Wadis) zu folgen, weshalb dort Wachposten entstanden, wobei oft die in den Kastellen stationierten Einheiten ihre zugewiesenen Abschnitte mittels berittenen Patrouillen überwachten.

## Entwicklung

### Vorrömische Periode bis Zeitenwende
Vor dem Einmarsch der Römer wurde Tripolitanien von Koalitionen der einheimischen Libyer und phönizischen Kolonisten (Punier), die u. a. die drei Küstenstädte errichtet hatten, beherrscht. Die Städte und ihr Umland gerieten ab 539 v. Chr. unter die Hegemonie Karthagos, das sich mittels seiner Kriegs- und Handelsflotte als Großmacht im Mittelmeerraum etabliert hatte. Der römische Einfluss nahm ab 146 v. Chr., nach der endgültigen Niederlage Karthagos kontinuierlich zu. Die Küstenstädte wurden zunächst zu Verbündeten Roms erklärt, blieben aber noch unabhängig. 105 v. Chr. wurde nach dem Sieg von Gaius Marius über Jugurtha der Westen Numidiens dem römischen Machtbereich einverleibt, und nach seinem Sieg bei Thapsus 46 v. Chr. bildete Julius Caesar aus dem Reich des numidischen Königs Juba I., eines Anhängers des Pompeius, die Provinz Africa nova (neues Afrika). Zu deren Territorium zählten auch große Teile Numidiens (Algerien) und der Tripolitania. Die neue Provinz wurde Africa vetus (altes Afrika) oder auch Africa propria (eigentliches Afrika) genannt. Im selben Jahr wurde auch der Küstenstreifen an der Kleinen Syrte der neuen Provinz angegliedert. Während des römischen Bürgerkriegs hatte Leptis Magna die Pompeianer unterstützt und war deswegen gezwungen, einen jährlichen Tribut von drei Millionen Pfund Olivenöl an Rom zu entrichten. Die erste größere militärische Strafaktion gegen die Nomadenstämme wurde von Cornelius Balbus, 20 v. Chr., von Sabratha aus gegen die Garamanten in Phazania geführt, wobei er auch ihre Metropole, Garama, erstürmte. Für diesen Sieg wurde ihm im Jahre 19 v. Chr. in Rom ein Triumphzug gewährt. Zwischen 3 und 6 v. Chr. erhoben sich die Gaetuler, denen sich auch die Nasamonen und Garamanten anschlossen. Daraufhin ernannte Augustus einen Feldherrn, um die Erhebung wieder niederzuschlagen, was für eine unter der Kontrolle des Senats stehende Provinz ungewöhnlich war. Unter Augustus wurde Tripolitanien schließlich auch offiziell ein Teil des Römischen Reiches. Das heutige Tunesien und die Küste Tripolitaniens zählten von da an zur Provinz Africa proconsularis.

### 1. Jahrhundert
Die Ursprünge des Limes liegen noch weitgehend im Dunkeln, denn archäologisch und epigraphisch sind die ersten beiden nachchristlichen Jahrhunderte diesbezüglich nicht sehr informativ. Schriftquellen liefern keine eindeutigen Informationen über die frühe Entwicklung zu einem zusammenhängenden Verteidigungssystem. Die ersten Befestigungen entstanden wohl unter der Herrschaft des Augustus (31 v. Chr. bis 14 n. Chr.). Die Priorität Roms dürfte in dieser Zeit eher auf der Kontrolle der indigenen Stämme als auf die Errichtung fester Grenzen gelegen haben. Die Soldaten waren vollauf mit der territorialen Urbarmachung (Landvermessung und Bau von Straßen) beschäftigt. Die Okkupation Tripolitaniens hatte anfänglich auch keine großen Auswirkungen auf die Interaktion zwischen Stadtbewohnern und den Wüstennomaden. Ab und an wurden Streifzüge tief ins Landesinnere durchgeführt. Damit sollte den Wüstenstämmen wohl aber nur die römische Präsenz in Erinnerung gerufen werden. Weiters wollte man wohl herausfinden, wo sie sich im Frühjahr aufhielten. Ihre Aktivitäten waren zunächst nur eine geringe Bedrohung für die afrikanischen Provinzen, da ihr Überleben auch von der friedlichen Koexistenz mit den sesshaften Bauern und Stadtbewohnern abhing.
Wegen der von den Römern forcierten wirtschaftlichen Entwicklung waren Konflikte aber bald unvermeidlich, da sie die traditionelle Lebensweise der freien Völker mehr und mehr einschränkte. Daher standen den Römern die Stämme der Gaetuler, Nasamones und Garamanten bald feindselig gegenüber. Um 6 n. Chr. konnten einige Gruppen von ihnen unterworfen werden. Zu deren Niederhaltung verblieben aber nur wenige Truppen in Tripolitanien. Eine der wichtigsten Schlachten um die Vorherrschaft in Tripolitanien fand höchstwahrscheinlich im Jahr 18 v. Chr. statt. Lucius Cornelius Balbus Minor schlug die Garamanten und Phazanii. Zu seinen Siegen zählte auch die Eroberung von Cidamus, die Hauptstadt der Phazanii. Die Situation eskalierte vollends während der Regierungszeit des Tiberius, als Stammeskrieger, hauptsächlich Musulamier und Garamanten, unter Führung des Tacfarinas einen Guerillakrieg gegen die römischen Besatzer führten und dabei oft an mehreren Orten gleichzeitig zuschlugen. Ihnen traten die Feldherren Cornelius Scipio und P. Cornelius Dolabella entgegen, Letzterer stiftete im Jahre 24, nach mehreren Siegen über die Aufständischen, in Leptis Magna der Victoria einen Altar. Der Konsul Quintus Iunius Blaesus errichtete im Zuge dessen die ersten festen Militärstützpunkte in Tripolitanien, um so den Aktionsradius der Rebellen einzuschränken und die Anmarschstraßen besser sichern zu können. Dabei wurde laufend neues Land erschlossen. Auch das weit von den Küstenstädten entfernte und vorher nur als Viehweide genutzte, wurde in Ackerland umgewandelt. Wegen der neuen, gut ausgebauten Straßen konnten die Produkte aus diesen Regionen nun auch gewinnbringend auf den Marktplätzen der Städte verkauft werden.
Der Feldherr Septimius Flaccus führte 50 n. Chr. erneut eine größere militärische Expedition durch, in der er seine Truppen tief in den Fessan führte. Der letzte große Plünderungszug der Garamanten zur Mittelmeerküste fand im Jahr 69 statt. Auslöser war ein erbitterter Grenzstreit zwischen den Städten Leptis Magna und Oea, der Letztere sogar dazu veranlasste, die verhassten Garamanten um Unterstützung zu bitten. Leptis Magna konnte nur durch das Eingreifen römischer Truppen vor der Zerstörung gerettet werden. Valerius Festus führte daraufhin im Jahr 70 eine Strafexpedition gegen die Garamanten durch, stürmte ihre Hauptstadt und zwang ihnen einen neuen Friedensvertrag auf. Die erste römische Festung wurde in Thiges um 75, während der Regierungszeit des Kaisers Vespasian (69–79), errichtet, um die Siedler am Schott el Dscherid vor Übergriffen der Gaetuler zu schützen.

### 2. Jahrhundert
Im frühen 2. Jahrhundert waren das Gebiet um die Nefzaoua Oasen und der nördliche Dahar weitgehend befriedet. In der Cherb-Region konnten deswegen erste Sperrwerke angelegt werden. Unter Hadrian (117–138), der auf einer seiner großen Besuchstouren durch das Reich 123 auch Afrika besuchte, wurden die Nomadenstämme aus dem Gebiet südlich des heutigen Gabès vertrieben. Gleichzeitig forcierte man den Bau von neuen Befestigungsanlagen. Daraufhin wurde an einer stark frequentierten Karawanenstraße von Ghadames zur Kleinen Syrte das Kastell Tillibari gegründet. Die Tripolitana selbst blieb noch weitgehend ohne bedeutenden militärischen Schutz, da sie wirtschaftlich noch nicht sehr weit entwickelt war. Erst ab der Regierungszeit von Commodus (180–192) standen in Bezereos und in dem tief im östlichen Großen Erg angelegten Tisavar, an der Grenze zu den Stammesgebieten feste Garnisonen, sowohl am westlichen als auch am tunesischen Ende des zukünftigen Limes. Das Kastell Thenadassa im Djebel Garian dürfte – trotz seiner Bauinschrift aus dem 3. Jahrhundert – schon im 2. Jahrhundert – zunächst als Kleinkastell – gegründet worden sein. Auch für Zintan und Mizda, beide im Oberen Wadi Sofeggin, sind Kastelle aus dieser Zeit zu vermuten. Orte wie z. B. Praesidium (Si Aioun) lassen ebenfalls auf vor dem 3. Jahrhundert gegründete Militärstützpunkte schließen. In den Regionen um die Wadis Sofeggin und Zem-Zem wurde zu dieser Zeit die Olivenölproduktion enorm gesteigert, wie dort 60 nachgewiesene Ölpressen bewiesen. Sie wurden vor allem von romanisierten Bauern betrieben und zeugen vom starken kulturellen und wirtschaftlich nachhaltigen Wandel in diesen Gebieten. An der Straße von Mizda in den Fessan entstanden im 2. Jahrhundert zahlreiche Straßenwachtposten. Nördlich von Mizda liegt die Clausura von Hadd Hajar und die kleine Militärstation Medina Ragda, die nach den Keramikfunden zu urteilen ebenfalls im 1. oder 2. Jahrhundert entstand. Weitere Vorposten wurden mit dem Centenarium Gasr Duib und Gasr Wames ebenfalls im Oberen Wadi Sofeggin begründet. Die Armeestützpunkte in Gheriat esh-Shergia, Gheriat el-Gharbia und Tentheos dürften auch alle noch aus vorseverischer Zeit stammen. Der Limes wurde unter Hadrian noch erweitert. Die im späten 2. Jahrhundert gegründeten Kleinkastelle Bezereos und Tisavar intensivierten die Kontrolle über die seit hadrianischer Zeit okkupierten Gebiete. Damit wurden jedoch nur Lücken in der Limeszone geschlossen, aber keine völlig neue Grenzziehung vorgenommen. Zu dieser Zeit wurden auch ältere Wachtürme wieder instand gesetzt und neue erbaut.

### 3. Jahrhundert
Unter Kaiser Septimius Severus (193–211) wurde die Provinz Africa proconsularis 198 n. Chr. in Africa und Numidia unterteilt. Der Limes wurde noch weiter ausgebaut, auf der Höhe von Cidamus (Ghadames) wurde die Sicherungslinie nach Osten bis zum Rand der Sahara und nördlich der Hamadah al Hamra Steinwüste vorgeschoben. Federführend war dabei der Statthalter Quintus Anicius Faustus in den Jahren 197–201. Seine Armee gelangte bis zur Garamantenmetropole Garama. Faustus erhöhte die Anzahl der Straßenposten und dehnte so die Kontrollzone um bis zu 400 Kilometer nach Süden aus. Weiters wurden Veteranen angesiedelt, um das trockene Land durch künstliche Bewässerung urbar zu machen. Um die Städte Tripolitaniens noch besser verteidigen zu können, besetzte die Armee auch einige Fessan-Oasen. Dieser Feldzug ging vom Kastell Tillibari aus. Laut Edward Bovill wurden dafür auch erstmals Kamele als Tragtiere eingesetzt. Die Garamanten waren erneut gezwungen, einen Friedensvertrag abzuschließen und wurden zu einem Klientelstaat des Römischen Reiches. Die Romanisierungsversuche hatten dennoch keinen großen Einfluss auf sie, da sie u. a. nicht von den Vorteilen des Warenhandels überzeugt werden konnten. Im selben Zeitraum wurde Gheriat el-Garbia zum größten der tripolitanischen Grenzkastelle ausgebaut. Neben dem ebenfalls wichtigen, von einer Vexillation der Legio III Augusta errichteten Kleinkastell Bezereos wurde auch das weit über den eigentlichen Grenzverlauf vorgeschobene Kastell Cidamus in die Jahre zwischen 209 und 211 n. Chr. belegt. Zu den weiteren Neuanlagen dieser Zeit könnten das insbesondere von David Mattingly postulierte rückwärtige Kastell Thenadassa sowie das durch eine zwischen 197/198 und 211 n. Chr. datierte Bauinschrift bestätigte Auru (Ain el-Auenia) gehören. Eine weitere Neugründung dieser Zeitperiode war das Kleinkastell Gasr Zerzi. Dort bestätigen gleich zwei Bauinschriften seine Errichtung um 209 n. Chr. Mit dem Ausbau dieser Wehranlagen entlang der neu geschaffenen Grenzlinie fand die römische Expansion in Tripolitanien ihr Ende.
Seit der Zeit des Kaisers Philippus Arabs (244–249) war der Limes laut einer Bauinschrift aus Gasr Duib in mehrere Sektoren aufgeteilt worden (z. B. Limes Tentheitanus). Diese Grenzschutzabschnitte bestanden bis weit in die Spätantike, wie eine Inschrift mit der Nennung des Limes Tentheitanus beweist, die während der zweiten Hälfte des 4. Jahrhunderts oder sogar in die erste Hälfte des 5. Jahrhunderts entstand und im Kastell Gheriat el-Garbia entdeckt wurde. Auch dort wird der Limes Tentheitanus noch genannt. Dennoch bedrohten Vorstöße der Nomadenstämme aus der Sahara immer wieder die Küstenorte in Tripolitanien. 238 wurde Gordian I. von den Großgrundbesitzern Afrikas zum Kaiser ausgerufen, sein Sohn und Mitregent, Gordian II., wurde aber kurz darauf vom numidischen Statthalter Capelianus mit Hilfe der Legio III Augusta und von maurischen Reiterverbänden vernichtend geschlagen. Sein Enkel, Gordian III., ließ die Legion 239 auflösen, was bald zu einem großen Sicherheitsproblem für die afrikanischen Provinzen wurde. 253/254 stellte Kaiser Valerian die Legion daher wieder neu auf, um mit ihr seine Armee im Krieg gegen die Quinquagentiani (Fünf Stämme) und die Fraxinenses, eine Föderation von Berberstämmen, die nun vermehrt das römische Territorium bedrohten, zu verstärken. Nach 260/275 wurden die am weitesten im Süden gelegenen Außenposten in der Region zwischen Gholaia und Gheriat el-Garbia aufgegeben. Schwere Niederlagen an anderen Grenzabschnitten des Römischen Reiches, darunter der Fall des obergermanischen Limes, ständige Bürgerkriege zwischen rasch wechselnden Usurpatoren, Mangel an ausgebildeten Soldaten und strategische Überlegungen dürften Kaiser Gallienus (260–268) am Höhepunkt der Reichskrise zu dieser Entscheidung bewogen haben. Der Grenzverlauf wurde zumindest im Raum um das Kastell Gholaia zurückverlegt. Laut David Mattingly wurde aber nicht die vollständige Grenzlinie in Tripolitanien verkürzt. Die Bauinschrift des Kastells Talalati berichtet vom Bau dieser Festung an „einem günstigen Platz“ in der Regierungszeit des Gallienus. Weiters wird die Ausdauer der Soldaten des Limes Tripolitanus lobend erwähnt. So scheint z. B. auch das Kastell von Mizda um 275 noch besetzt gewesen zu sein. Die während der Regierungszeit des Kaisers Maximinus Daia (305–313) geprägte Schlussmünze aus dem Kleinkastell Tisavar deutet ebenfalls darauf hin. Die bisher auf die Kastelle, Kleinkastelle und Oasen verteilten Detachements wurden nun in den größeren Kastellen konzentriert.

### 4. bis 5. Jahrhundert
Der erste Nachweis einer eigenständigen Provinz Tripolitania reicht bis in die Zeit der Reichsreform des Diokletian (284–305) zurück. Damals (294–305) entstanden aus der Provinz Africa proculensis die Byzacena, Tripolitana und Zeugitana. Zu dieser Zeit standen nur noch wenige reguläre Truppen in der Provinz und die Stützpunkte der mobilen Feldarmee (Comitatenses) waren bei Gefahr meist zu weit entfernt. Tripolitanien wurde wieder von den örtlichen Magnaten beherrscht, deren Autorität auf der traditionellen Stammesordnung, ihrem Status als Großgrundbesitzer und der stillschweigenden Duldung durch die römische Verwaltung beruhte. Im letzten Drittel des Jahrhunderts fielen die Asturiani, laut dem Chronisten Ammianus Marcellinus „...heftiger als gewohnt...“ in Tripolitanien ein. Synesius von Kyrene schrieb, die Raubzüge der Plünderer in der Cyrenaica seien ja von den Römern geradezu provoziert worden, da sie einen Großteil ihrer Truppen abgezogen hatten und der Rest erbärmlich ausgerüstet war: „...welcher Feind würde sich nicht an einem Krieg erfreuen, der so wenig gefährlich war...“ und beklagte die Ineffektivität der römischen Abwehr. Die Bauernmilizen an der Grenze standen damit vor einem Dilemma. Besonders der Niedergang der Geldwirtschaft hatte ihre Motivation verringert, die Provinz – noch dazu ohne jegliche Unterstützung von regulären Armeeeinheiten – weiter zu verteidigen. Damit die sesshaften Bauern und Hirten langfristig überleben konnten, mussten sie sich wohl oder übel auf irgendeine Weise mit den Wüstenstämmen arrangieren. Daher waren es wieder die Küstenstädte, die vermehrt unter Überfällen zu leiden hatten. Man vermutet, dass die Bevölkerung in der Grenzzone von den Stämmen entweder assimiliert wurde oder oft gemeinsame Sache mit ihnen machte. Wie dem auch sei, sie kam mit den neuen machtpolitischen Gegebenheiten anscheinend besser zurecht. Rom (und später auch die Vandalen und Byzantiner) schloss zwar weiterhin Friedensverträge mit den freien Stämmen ab, diese waren – im Gegensatz zu den früheren hegemonialen Allianzen – aber nur brüchige Nichtangriffspakte. Das Wiederaufleben des Tribalismus war anfangs im östlichen Tripolitanien am stärksten ausgeprägt, im frühen fünften Jahrhundert breitete er sich auch in den Westen und sogar bis in die Küstenländer aus. Trotz dieser misslichen Verhältnisse bestanden in allen Zeiten die Grenzschutzkommandos weiter. Im weit nach Süden, an den Rand der Steinwüste Hammada al-Hamra vorgeschobenen Kastell Gheriat el-Garbia, das im Zuge der nachweislichen Rücknahme der Grenzlinie zwischen Gheriat el-Garbia und Gholaia um 275 n. Chr. aufgegeben wurde, fand um 360/380, vielleicht sogar erst im letzten Viertel des 4. Jahrhunderts, eine neuerliche Nutzung und aufwändige Instandsetzung statt. Neben anderen Umbaumaßnahmen und Verstärkungen an der Umfassungsmauer, die nach Radiokarbon-Messungen nach 420 datieren, kann ein qualitativ recht hochwertiger Umbau der severischen Principia beobachtet werden, bei dem große Teile, wie unter anderem ein neu erbauter Säulenhof entstand. Die Umbaumaßnahmen am Stabsgebäude können radiokarbondatiert in die Zeit um 390 bis um 425 verortet werden. Der betriebene Aufwand beweist, dass eine langfristige Nutzung dieses Standorts geplant war. Das wahrscheinlich hier erneut stationierte römische Militär (Limitanei) sollte als Schutzmacht wieder Kontrolle über das wüstennahe Vorfeld der Provinz Tripolitania erlangen und gegen Plünderer vorgehen. Wie die in Gheriat el-Garbia geborgenen Ostraka belegen, waren dort nun offenbar eine nordafrikanische Einheit stationiert, die eine südliche Form des Punischen sprach.
429 überrannten Vandalen und Alanen die Dioecesis Africae. Wie das Keramikspektrum aus dem Kleinkastell Bezereos belegt, scheint der tripolitanische Limes dort irgendwann zwischen 430 und 440 n. Chr., von den Grenzschutztruppen aufgegeben worden zu sein. Spätestens 455, als die Provinz Tripolitana den Vandalen in die Hände fiel, kam wohl auch für Gheriat el-Garbia das Ende. Viele Limeskastelle überstanden aber dennoch den Untergang des Weströmischen Reiches, allerdings mit einigen Schwierigkeiten, da die großen Städte mehr und mehr in Verfall gerieten. Die Invasion der Vandalen brachte aber in Summe keine tiefgreifenden Veränderungen für das Leben der Provinzialen mit sich. Die Eroberer beanspruchten zwar einige der fruchtbarsten Gebiete für sich, ohne jedoch die Coloni von dort zu vertreiben. In anderen Gegenden bewirtschafteten die Romano-Afrikaner ihr Land wie zuvor und die Vandalen schlossen zu ihrem Schutz Verträge mit den freien Stämmen außerhalb ihres Territoriums ab.

### 6. bis 7. Jahrhundert
534, nach der Unterwerfung der Vandalen unter oströmische Herrschaft, unterstellte Kaiser Justinian (527–565) Nordafrika einem Prätorianerpräfekten. Gleichzeitig wurde wieder ein Dux limitis Tripolitanae provinciae mit Sitz in Leptimagnensi eingesetzt. Auch die meisten Centenaria waren noch bewohnt, einige von ihnen wurden sogar zu befestigten Palastvillen ausgebaut (Castra), wie z. B. in Suq al Awty. Der spätantike Historiker Prokopios von Caesarea berichtete im 6. Jahrhundert n. Chr. u. a., dass die Bewohner der Stadt Ghadames von alters her Verbündete Roms waren und ihre Verträge mit Justinian erneuerten. Dennoch war bei der Landbevölkerung die Rückeroberung nicht sehr populär, da sich die neuen Herrscher als effizientere Steuereintreiber erwiesen als die Vandalen. Die Tripolitana galt dennoch bis zur islamischen Expansion als wohlhabende Provinz. Die Olivenölproduktion stieg wieder an und die Provinzialen konnten sich wieder einen bescheidenen Wohlstand erwirtschaften. In der Zeit der byzantinischen Herrschaft kam es allerdings zu einem weiteren Rückgang der Latinität, der Romanisierung und des städtischen Lebens. Justinian ließ trotzdem die durch Plünderungen der Mauren und Asturiani schwer in Mitleidenschaft gezogenen Küstenstädte wieder befestigen. Sabratha und Leptis Magna wurden mit neuen, sehr massiven Mauern umwehrt, deren Reste noch zu sehen sind. In Gightis wurde auf einem Hügel über der Stadt ein Kleinkastell errichtet. Desgleichen wurden auch die Städte der Cyrenaica wieder mit Garnisonen bemannt und neu befestigt, diese Mauern (6. Jahrhundert) sind ebenfalls teilweise noch sichtbar. Nach dem Sieg über die Vandalen blühte für kurze Zeit auch die Cyrenaica wieder auf. Neue Metropole wurde die Hafenstadt Apollonia. Mit der Erhebung zur Provinzhauptstadt wurde die Stadt mit bedeutenden öffentlichen Bauwerken ausgestattet, darunter einige Basiliken und der Palast des vermutlich dort residierenden Dux der Besatzungstruppen. Manchmal geriet die Armee in Konflikt mit den Berberstämmen und es wurden neue Grenzen etabliert. Das byzantinische Tripolitanien erstreckte sich jedoch nie sehr weit über die Küstenebene hinaus und der Frieden hing vom Wohlwollen der Wüstenstämme ab. Die Byzantiner konnten sich in Nordafrika noch bis in die Mitte des 7. Jahrhunderts behaupten.
Bis 643 hatten arabische Invasoren die Cyrenaica und die östliche Hälfte Tripolitaniens besetzt. Sie wurden Ausgangspunkt zur Eroberung des Maghreb. Ab dem Jahr 647 stießen sie im Zuge der islamischen Expansion weiter nach Nordafrika vor. Der kaiserliche Exarch Gregor, vom Nachschub aus Konstantinopel abgeschnitten, erlag nach kurzem Widerstand der Übermacht der Araber, die bald darauf die neue Provinz Ifrīqiya mit der Hauptstadt Kairouan gründeten. Damit endete in Afrika die Spätantike. Im 11. Jahrhundert zerstörten Nomadenkrieger der Banu Hillal die letzten noch bestehenden Centenaria und Castra, die landwirtschaftliche Produktion kam dadurch größtenteils zum Erliegen. Leptis Magna und Sabratha wurden endgültig aufgegeben. Nur Oea blieb weiter bewohnt und entwickelte sich zur heutigen libyschen Hauptstadt Tripolis.

## Truppen
Für den Schutz Nordafrikas war eine zahlenmäßig kleine Armee ausreichend. Die 17 Auxiliareinheiten, die im 2. Jahrhundert in Nordafrika lagen, hatten auch fünf Aalae und sechs berittene Kohorten in ihren Reihen, die zur Kontrolle des weitläufigen Terrains unverzichtbar waren. Nach den Auseinandersetzungen im Bürgerkrieg (49–46 n. Chr.) und dem Sieg der Römer im Tacfarinas-Aufstand (14–37 n. Chr.) blieb es dort für lange Zeit weitgehend ruhig. Die Statthalterschaft von Africa galt neben der von Asia als die prestigeträchtigste, zumal der Prokonsul von Africa lange Zeit als einziger senatorischer Statthalter das Kommando über eine ganze römische Legion innehatte, ein Amt, das ansonsten nur den kaiserlichen Legaten vorbehalten war. Das afrikanische Heer (exercitus Africanus) war auf viele Standorte im Landesinneren verteilt worden, um Aufständischen keine Rückzugsmöglichkeit zu bieten. Über die Revolte des Tacfarinas berichtet Tacitus u. a., dass er sich, um neue Truppen aufzustellen, immer wieder tief in die Wüste zurückziehen musste. Unter Septimius Severus (193–211) verfügte die Armee in Nordafrika über eine Legion, zwei Alae, sieben Kohorten und zwei Numerieinheiten. In dieser Zeit wurde in Nordafrika auch eine Dezentralisierung der Befehlskette eingeleitet. Den örtlichen Kommandeuren wurde damit größere Entscheidungsfreiheit eingeräumt, vermutlich wegen der großen Distanzen zwischen den einzelnen Militärposten. Nach Auflösung der Legio III Augusta zwischen 238/239 musste die Verteidigung Tripolitaniens ausschließlich mit Hilfstruppeneinheiten aufrechterhalten werden. Der Mannschaftsstand einiger Verbände wurde damals auf 1000 Mann erhöht. Vermutlich wurden die Legionäre degradiert und den Hilfstruppen zugewiesen. Diese unterstanden jetzt einem Praepositus limites Tripolitanae, der wohl den Legionslegaten ersetzte und dem Statthalter der Provinz Numidia untergeordnet war. Ab dem 3. Jahrhundert bestand das afrikanische Heer zunehmend aus indigenen Berbern und Libyern. Soldaten, die sich problemlos in ihrer Muttersprache verständigen konnten, waren im Einsatz sicher von Vorteil, aber sie verringerten die Nützlichkeit der Armee als Träger und Verbreiter der Romanisierung. Der Grenzschutz wurde unter Kaiser Philippus Arabs (244–249) neu organisiert. Man nimmt an, dass damals die Grenztruppen in den am stärksten gefährdeten Grenzabschnitten konzentriert wurden. Der Limes wurde (vielleicht schon 238 bis 244 unter Gordian III. vorbereitet) in Sektoren unterteilt, für deren Sicherung wieder ein Praepositus limitis (in der Rangordnung des römischen Adels ein vir egregius) und seine Unterführer (Tribunen) zuständig waren. Einer dieser Praepositi, Lucretius Marcellus, ist aus einer in Gholaia gefundenen Inschrift bekannt. Die Stabsstellen der Limites befanden sich in den rückwärtigen Kohortenkastellen. Sie waren auch nach diesen benannt, wie z. B. der Limes Tentheitanus oder der Limes Tillibarensis. Diese Einteilung wurde auch nach Rehabilitierung und Wiederaufstellung der Legion, 256, beibehalten. Trotz all dieser Maßnahmen konnten die Übergriffe der Nomadenstämme nie gänzlich unterbunden werden.

### Legion
Kerntruppe der Provinzstreitkräfte war die Legio III Augusta, die zuerst im Lager von Theveste lag und unter Trajan nach Lambaesis verlegt wurde. Zahlreiche ihrer Vexillationen wurden längerfristig zum Wachdienst in den Grenzkastellen abkommandiert. Das Kleinkastell Tisavar war z. B. bis in die Mitte des 3. Jahrhunderts mit Legionären bemannt. Die Lagerkommandanten des Kastells Gholaia, alle im Rang eines Zenturios, waren zwischen 201 und 238 n. Chr. stets aus dem Legionslager Lambaesis dorthin detachiert worden. Auch in den Kastellen Cidamus, Gheriat el-Gharbia, Gheriat esh-Shergia standen Legionsabteilungen.

### Auxilia
Hinzu kamen noch die Alae und Cohors der Hilfstruppen (Auxilia). Weiters sind Verbände der Numeri collati bekannt. Sie wurden anscheinend nur im afrikanischen Heer eingesetzt. Als solche wurden Einheiten ausgewählter Soldaten bezeichnet, die mit unterschiedlichen Aufgaben unter wechselnden Befehlshabern betraut wurden. Nach Beendigung ihres Sonderauftrages schlossen sich die Soldaten wieder ihren Stammeinheiten an. Bevorzugt in den östlichen Provinzen wurden von den Römern auch Kamelreitereinheiten aufgestellt (Dromedarii), die meist den Cohors equitata zugeteilt wurden. Sowohl das Dromedar (Camelus dromedarius) als auch das Baktrische Kamel (Camelus bactrianus oder Camelus ferus) waren in der römischen Welt gut bekannt. Sie wurden für militärische als auch für zivile Gütertransporte gezüchtet. Besonders in spätrömischer Zeit unterhielt der Staat eine große Anzahl von Kamelkolonen, die die Armee auf ihren Feldzügen mit dem nötigen Nachschub versorgten. Darüber hinaus wurden sie in den südlichen Provinzen auch zur Feldarbeit verwendet. Zeitgenössische schriftliche Quellen erwähnen den Verzehr von Kamelfleisch und ihrer Milch. Die Tiere wurden offenbar auch in den nördlichen Provinzen als Lasttiere eingesetzt, wie Knochenfunde in Britannien und Gallien beweisen.

### Flotten
Die Kontrolle und Überwachung der Mittelmeerküste (Mare Libycum) lag in der Verantwortung der Classis Alexandrina (seit 30 v. Chr.) und am Ende des 2. Jahrhunderts auch der Classis nova Libyca (Hauptquartier Ptolemais bei Toqra). Auch die Flottensoldaten wurden von den Provinzstatthaltern befehligt.

### Spätantike Militärorganisation
Nach den Militär- und Verwaltungsreformen im 3. Jahrhundert wurden die Grenztruppen in mobile (Comitatenses) und stationäre Einheiten (Limitanei) geteilt, die von Comes rei militaris und Dux limites kommandiert wurden. Die Militärverwaltung dürfte sich auch nach 300, mit Gründung der Provinz Tripolitania, nicht wesentlich geändert haben. Die Truppenliste des Befehlshabers der afrikanischen Feldarmee (Comes Africae) wurde in der Notitia Dignitatum Occidentum (Westteil) überliefert. Ihm standen insgesamt 12 Infanterie-, 19 Kavallerie-Einheiten der Comitatenses sowie 16 Einheiten der Limitanei, die aus der einheimischen Bevölkerung rekrutiert wurden, zur Verfügung. Oft wurden ganze Stämme als Grenzwächter (foederati) angeworben. Aus den Briefen des Augustinus von Hippo ist in diesem Zusammenhang der Stamm der Arzuges bekannt. Ein Teil war christianisiert, der andere hing noch den alten Götterglauben an. Insgesamt werden in der Notitia für Africa 31 Regimenter aufgelistet, die wohl zwischen 15.000 bis 22.000 Mann umfasst haben dürften. Die 28 Infanterieeinheiten verteilten sich auf Garnisonen von Tripolitanien bis Mauretanien und zählten wahrscheinlich um die 10.000 Mann. Die Reiterverbände zählten zu den Palatini oder Comitatenses, die unter dem Befehl der beiden westlichen Magistri militum standen. Als Stammeinheit scheint nur mehr die Legio tertia Augusta auf. Die hohe Anzahl an Reitern dürfte auf die ständige Bedrohung der Grenzen durch Nomadenstämme zurückzuführen sein. Die Angaben in der Notitia Dignitatum stellen vermutlich eine Momentaufnahme der Truppenstärke um das Jahr 420 dar. Ob einige der Limitaneiverbände mit den Comitanses unter dem Kommando des Comes identisch sind, kann nicht beantwortet werden, da in der Notitia nur Angaben über ihre Stationierungsorte verzeichnet wurden. In dieser Zeit wurde das reguläre Militär auf das Nötigste reduziert und hauptsächlich im westlichen Teil Afrikas konzentriert. Die Entscheidung Roms, die Verteidigung der afrikanischen Provinzen faktisch nur mehr der kleinen Feldarmee des Comes Africae zu überlassen, ließ den Limes alter Prägung schließlich obsolet werden. Laut der Notitia existierte der Limes Tentheitanus verwaltungstechnisch noch im späten vierten und vielleicht auch noch im frühen fünften Jahrhundert n. Chr.
Die tripolitanischen Landtruppen – und vielleicht auch Marineeinheiten – standen unter dem Kommando eines Dux provinciae Tripolitanae, der wohl noch vor 400 n. Chr. eingesetzt wurde und in Lepcis Magna residierte. Für einige Zeit wurde die Leitung der Militär- und Zivilverwaltung der Provinz vom selben Amtsinhaber ausgeübt. Anfang des 5. Jahrhunderts befehligte – wohl aufgrund der erhöhten Gefährdungslage – ein rangmäßig aufgewerteter Comes et Dux das tripolitanische Heer. Laut der Notitia Dignitatum bestand das Provinzaufgebot zur Gänze aus Limitaneieinheiten. Bemerkenswert ist, dass sie nicht namentlich angegeben werden, sondern nur die 12 Limesabschnitte. Jeder von ihnen stand zu dieser Zeit offensichtlich unter dem Befehl eines eigenen Praepositi limitis. Es scheint, dass ihre Verbände hauptsächlich aus Milizionären bestanden, die als Bauern ihren Lebensunterhalt verdienten und nur bei Einfällen der Wüstenstämme zu den Waffen griffen. Sie hatten neben ihren militärischen wohl auch polizeiliche Aufgaben und überwachten u. a. die Tätigkeiten der Landarbeiter. Diese Gentiles brachten mit der Zeit ihre eigene Kultur hervor, deren Spuren sich bis in die Zeit der islamischen Eroberung verfolgen lassen. Unter der Herrschaft Ostroms sind Limitanei in der Kyrenaika (teils als kastresianoi/καστρεσιανοί) und in den Provinzen des westlichen Nordafrikas noch bis mindestens ins späte 6. Jahrhundert nachweisbar. Nach der Vernichtung des Vandalenreiches stellte Justinian dort 534 umgehend neue Einheiten auf. Ihre Aufgaben hatten sich nicht geändert, sie traten dort wieder als sesshafte Garnisons- oder Grenztruppen an, deren Numeri jeweils unter dem Kommando eines Dux standen; der Oberbefehl lag bei einem Magister militum per Africam.

## Militärische Infrastruktur
Tripolitanien war der Ausgangspunkt von Karawanenrouten in den Süden Afrikas. Diese mussten von der römischen Armee freigehalten werden. Auch hier wurde wie am Limes Arabicus versucht, die dahinterliegenden wertvollen Ländereien zu schützen und die den Quellen folgenden Wanderbewegungen der Händler, Indigenen und Nomaden besser überwachen zu können. Nomaden sowie potentielle Feinde aus den Wüstengebieten konnten zudem daran gehindert werden, durch unerlaubte Grenzübertritte in die Konfrontation mit den für die Provinz wichtigen landwirtschaftlichen Produktionsstätten zu geraten, wie es die britische Provinzialrömische Archäologin Olwen Brogan (1900–1989) für römische Kontrollpunkte in Tripolitanien formulierte. Die Limesanlagen bildeten daher ein tiefgestaffeltes Verteidigungssystem und umfassten hauptsächlich Kleinkastelle, Sperrwerke, einzelne Wach- und Beobachtungstürme, aber auch Zollstationen, die den Handels- und Reiseverkehr kontrollierten und kanalisierten. An Brennpunkten standen Kohortenkastelle zwischen denen noch kleinere Wachposten platziert waren, mittels derer die Kommunikation zwischen den einzelnen Stützpunkten aufrechterhalten werden konnte. Von den Kleinkastellen, Straßenstationen, Clausurae und Ksars aus wurde das übrige Inland überwacht. Zusätzlich wurden Dörfer und Bauernhöfe befestigt, deren Bewohner kleinere Nomadenüberfälle abwehren sollten. Sperrwerke mit Mauern und Gräben wurden an Passübergängen und in Tälern errichtet, die zusätzlich von Türmen aus überwacht werden konnten. Die Grenzverteidigung stützte sich auf rund 2000 solcher Befestigungen. Die numidischen Kastelle lagen nicht direkt in der Überwachungszone zur Sahara, sondern in den wasserreicheren Gebieten südlich des Nementcha- und Tebessa-Gebirges. Diejenigen Kastelle, in denen die größeren Kontingente der regulären Truppen stationiert waren, befanden sich am Rande der Halbwüste.

### Kastelle
Die meist im 2. Jahrhundert erbauten Lager (Castra/Castron) unterschieden sich grundsätzlich nicht wesentlich von den in den westlichen Provinzen existierenden Exemplaren. Ihr Grundriss war rechteckig und sie verfügten über dieselben standardmäßigen Innenbauten wie im Zentrum das Hauptquartier (principia), das Wohnhaus des Kommandanten (praetorium), ein oder zwei Getreidespeicher (horrea) und Mannschaftskasernen (contubernia), eventuell auch Funktionsgebäude wie ein Badehaus (balneum), Werkstätten (fabricae), Backstuben und einer Latrine. Diese Lager konnten 500 bis 800 Mann aufnehmen. Da viele Lagerdörfer (vici) in Nordafrika mit einer Mauer umwehrt waren und die Kastelle sich meist innerhalb oder am äußeren Rand der Zivilsiedlungen befanden, schützten diese auch die Kastelle. Eine Rampenaufschüttung hinter der Mauer hatten die Kastelle mangels geeigneten Material nicht. Ohne gesicherte Wasserversorgung war eine dauerhafte Besetzung nicht möglich. In der Nähe des Kleinkastells Bezereos wurde ein Damm errichtet, der in der Regenzeit das dort aufgestaute Wasser in Becken und Zisternen leitete. Diese konnten bis zu 60.000 Liter Wasser aufnehmen. Das Lagerbad von Gholaia verfügte über zwei Kaltbaderäume, ein Warmwasserbecken, eine Latrine und den sogenannten Fortunasaal. Obwohl innerhalb des Kastells eine Quelle entsprang, müssen die für den Badebetrieb benötigten 50.000 Liter Frischwasser in Zisternen gesammelt und über ein Rohrleitungssystem in das Badegebäude geleitet worden sein. Wie auch bei anderen Limeskastellen durchliefen die afrikanischen Lager ebenfalls mehrere Umbauphasen. So beispielsweise die Kastelle Tillibari und Gheriat el-Garbia.

### Kleinkastelle
Auch Ksar genannt, dienten als Straßenwachposten und maßen in der Regel 0,5 bis 0,12 ha. In den hofartigen Anlagen stand ein Zentralbau der die Lagerkommandantur beherbergte. Die zweigeschossigen Mannschaftsunterkünfte solcher Stützpunkte waren entlang der Mauer angeordnet, deren Dächer dienten als Wehrgang. In solchen Kleinkastellen, waren zwischen 50 und 100 Mann stationiert. Das bekannteste, das Kleinkastell Tisavar, hatte abgerundete Ecken und nur ein Tor. Im Inneren befand sich auch ein kleiner Jupiterschrein. Zwei kleinere Straßenstationen konnten bei Medina Ragda und Auru identifiziert werden. Beide Standorte verfügten über Badehäuser und wandelten sich später zu zivilen Siedlungen. Die Ausgrabungen im Kastell Thenadassa, die ursprünglich als Straßenstation identifiziert wurde, haben diese Interpretation unterstützt. Die Station wurde nach einer nahe gelegenen Quelle benannt und stand auf einem Hügel am Nordrande des Djebel Garian, einem Abschnitt des Nafusa-Berglands, etwa 75 km südlich der Küste. Eine Inschrift weist auf die Anwesenheit einer Kohorte der Legio III Augusta hin. Unter Philippus Arabs wurden neue Kleinkastelle angelegt.

### Centenarien
Die kleinsten Befestigungen am afrikanischen Limes waren die Centenarien oder Burgi. Die erstmals im 3. Jahrhundert entstandenen, quadratischen Bauten bedeckten im Durchschnitt eine Fläche von 0,01 bis 0,10 ha und standen an strategisch günstigen Positionen. Ihre meist fensterlosen Außenwände wurden sehr massiv gebaut, der einzige Eingang war besonders gut geschützt. Vom Dach aus konnten Licht- und Rauchsignale an die benachbarten Wachtposten übermittelt werden. Nach den dort aufgefundenen Bauinschriften zu urteilen, wurden sie oft unter dem Kommando eines Zenturios errichtet. Dennoch lässt sich ihr Name nicht von diesem Militärrang oder -abteilung (centuria) ableiten. Die meisten Centenarien entstanden erst im 4. Jahrhundert. Die Centenarien von Tibubuci und Gasr Duib sind die bekanntesten derartigen Befestigungen. Der Begriff wird bereits in einer – eindeutig militärischen – Bauinschrift aus dem im Wadi Soffegin errichteten Centenarium Gasr Duib überliefert, das zur Regierungszeit des Kaisers Philippus Arabs (244–246) gegründet wurde. Somit sind bis heute zwei Kleinkastelle am Limes Tripolitanus beziehungsweise Limes Tentheitanus bekannt, die diese Bezeichnung trugen. Der Fund dieser Inschriften löste in Fachkreisen eine Diskussion in Bezug auf die genaue Deutung dieses Terminus aus. War man früher der Ansicht, dass es sich bei diesen, seit der arabischen Eroberung Nordafrikas, als Qsur, Qasr (arabisch القصر, DMG al-qaṣr), Gasr, Ksur oder Ksar bezeichneten Befestigungen um ausschließlich militärische Bauwerke handelt, vertrat der Archäologe Erwin Ruprechtsberger die Auffassung, dass sie in der Mehrzahl als befestigte Bauernhöfe – sogenannte Wehrgehöfte – im Vorfeld des Limes dienten. Sie wären demnach ab dieser Zeit von ehemaligen Soldaten beziehungsweise militärisch oder paramilitärisch organisierten Provinzialen errichtet worden, die die Grenzverteidigung aufrechterhalten sollten. Diese Theorie geht im Kern auf Jérôme Carcopino (1881–1970) und Richard George Goodchild (1918–1968) zurück. David Mattingly verwies auf neuere Forschungsergebnisse und bezeichnete diese Überlegungen als überholt. Er plädierte dafür, die in der Kastellkette des Limes und an anderen neuralgischen Punkten des Hinterlandes liegenden Ksur (Mehrzahl von Ksar) weiterhin als Truppenlager anzusprechen.

### Wachtürme
Wachtürme (burgi speculae) sicherten vor allem die Straßen zwischen den Kastellen und der Küste sowie den Sperrwerken. Von ihnen aus hatte die Besatzung (speculatores) Sichtverbindung zum nächstgelegenen Kastell oder Siedlung, heute noch besonders gut zu sehen bei den Kastellen Talalati und Gheriat al Gharbia. Der laut Bauinschrift während der Regierungszeit des Kaisers Severus Alexander (222–235) errichtete kreisrunde burgus besitzt einen Durchmesser von etwa fünf Metern und ist noch rund sechs Meter aufrechterhalten geblieben. Einer der Türme (Turm II) der Tebaga-Clausura hatte einen runden Grundriss von acht Metern Durchmesser. Zusätzlich war er von einem Wall und Graben umgeben (Durchmesser 25 Meter). Abgesehen von ihrer Wohnfunktion können die tripolitanischen Türme mit denen auf der Trajanssäule verglichen werden. Neben runden Türme gab es auch solche mit rechteckigem Grundriss wie die drei Wachtürme der Hadd-Hajar-Clausura.

### Sperrwerke
Quer über die für den Durchzugsverkehr aus oder in die Sahara wichtigen Gebirgstälern errichtete man lineare Anlagen aus Bruchstein/Lehmziegel-Mauern oder Schuttdämmen (clausuare, fossata oder propugnacula), die in einigen Fällen auch mit Wachtürmen und turmbewehrten Toren verstärkt waren (Wadi Skiffa, Hadd-Hajar). Die am Djebel Demmer befindlichen Sperrwerke waren direkt mit dem nördlich gelegenen Kleinkastell Benia bel Recheb, verbunden. Mit ihnen sollte der Handelsverkehr und die alljährlichen Wanderzüge der Nomaden mit ihren Tierherden zur Mittelmeerküste kontrolliert und gesteuert werden. Vermutlich wurden sie dort bis zur Einbringung des Getreides zurückgehalten, erst danach konnten sie ihre Herden auf die abgeernteten Stoppelfelder zur Abweidung und Düngung führen. Die ersten Sperrwerke in Tripolitanien entstanden aber wohl erst im 3. oder 4. Jahrhundert.

### Zivile Wehranlagen
Ummauerte Bauernhöfe und ähnliche befestigte Stätten prägten die Landschaften des spätantiken Nordafrika. Sie wurden von den erst im 7. Jahrhundert eindringenden Arabern, denen sich die unterschiedliche Bedeutung der verschiedenen architektonisch ähnlichen zivilen und militärischen Anlagen nicht mehr erschloss, in einer sich regional verschleifenden Sprache als Qsur, Qasr, Gasr, Ksur oder Ksar bezeichnet. Die zunehmende Unsicherheit zu Beginn des dritten Jahrhunderts war einer der Gründe für die Einführung eines defensiveren Baustils. In den Qasr wurden die Ernteerträge der umliegenden Gehöfte eingelagert, bei Gefahr dienten sie als Zufluchtsstätte. Sie dienten in einigen Fällen wohl auch als regionale Verwaltungszentren. Die ältesten Konstruktionen dieser Art können auf das 2. Jahrhundert n. Chr. datiert werden. In Libyen erreichten sie im 4. Jahrhundert ihren bautechnischen Höhepunkt. Sie konnten in allen nordafrikanischen Provinzen, auch in den Stammesgebieten außerhalb der Grenzen, wie z. B. der Fessan-Garamanten beobachtet werden. Es gibt hierbei aber erhebliche regionale Unterschiede, z. B. befestigte Dörfer in Numidia, ummauerte Tempel und Mausolen, feste Häuser in der tunesischen Trockensteppe und Wehrkirchen in der Cyrenaica. In fast allen Gebieten waren sie die zentralen Elemente in der Siedlungshierarchie, in Tripolitanien und dem Fessan sogar die dominante Architektur. Einige wurden nach dem Vorbild der römischen Kastelle gestaltet. Ihre Entwicklung setzte sich bis in die islamische Zeit fort. Sie entstanden als Reaktion auf die steigende Bedrohung durch räuberische Nomaden und Kostensenkungen beim Militär, indem man die Soldaten abzog und die Grenzsicherung zunehmend den Wehrbauern überließ.
Ein Qasr hatte eine turmartige Struktur, der in der Regel etwa 18 × 18 m maß, mit breiten Außenmauern, einem Innenhof (oder Lichtschacht) und einem einzigen Zugang. Man kennt insgesamt sechs Bautypen, die sich vor allem durch ihre Grundrisse unterschieden.
- Typ I: alle Wohnräume waren auf den Innenhof ausgerichtet, der die gesamte gegenüberliegende Wand einnahm,
- Typ II: er verfügte über einen Innenhof, die Wohnräume waren an zwei oder mehr Seiten des Gebäudes angeordnet, manchmal mit einer Arkade an der Eingangsseite oder einem turmartigen Eingang,
- Typ III: er bestand aus sehr breiten Außenwänden und Innenräumen ohne Tür, was darauf hindeutet, dass der Zugang nur aus dem zweiten Stockwerk oder dem Dach möglich war,
- Typ IV: hatte im Zentrum einen großen Garten, die Wohnräume waren um mehrere Innenhöfe angeordnet,
- Typ V: Gebäude mit unregelmäßigem Grundriss, da sie auf Felsspornen oder Hügel standen und schließlich
- Type VI: jene Qasr, die keinem der oben genannten Bautypen zugeordnet werden konnten.

### Straßen
Die Kastell- und Postenketten verliefen im Wesentlichen entlang von Straßen, die die Mittelmeerküste, das unmittelbare Grenzgebiet und das Hochland erschlossen. Da im Landesinneren natürliche Verkehrswege wie Flüsse fehlten, waren gute Straßenverbindungen für die römischen Truppen in Nordafrika für Logistik und Nachrichtenübermittlung lebensnotwendig. Meist handelte es sich dabei um unbefestigte Pisten. Ihre Anlage begann bereits im 1. Jahrhundert, als die Legio III Augusta ihr erstes Lager in Afrika bezog und die Verbindung zu den Nachschubhäfen am Mittelmeer gesichert werden musste. Mit dem Vorschieben der Grenzzone wurde auch das Straßennetz ständig erweitert. Unter Tiberius wurde im Auftrag des Prokonsuls L. Aelius Lamia (15–16 n. Chr.) von Leptis Magna aus eine 44 römische Meilen lange Straße in südwestlicher Richtung angelegt, die auf das Tarhunaplateau führte. Obwohl sie in erster Linie für die Armee angelegt worden war, gibt es keine Hinweise dafür, dass sie in den ersten Jahren überwiegend für militärische Belange genutzt wurde. Im Itinerarium Antonini wird Iter (Route) III als Binnenstraße zum Limes Tripolitanus angegeben. Sie zweigte von den Routen I und II ab, die entlang der Küste bis Leptis Magna verliefen. Die Militärlager reihten sich hauptsächlich an einer nach Osten führenden Straße auf, die bei Tacapae begann und bis Leptis Magna an der Mittelmeerküste reichte. Hier befand sich die Hauptsicherungslinie, die aus mindestens 18 Fortifikationen, Kastelle und Wachtürme, bestand. Eine zweite Straße begann bei Tentheos, nahe den Quellen der Wadis Sofeggin und Zem-Zem, die die Garian-Hochebene erschloss. Die Straße nach Südosten wurde von dem bereits unter Commodus entstandenen Hilfstruppenkastell Bezereos gesichert. Von Tillibari aus bestanden Straßenverbindungen in den tripolitanischen Djebel und nach Süden zur Oase Ghadames. In der Region um die Hadd-Hajar-Clausura gab es zwei Routen durch diesen Teil des Hochlandplateaus. Die Hauptstraße konnte durch die Clausurae kontrolliert werden, während die andere entweder durch Siedlungen oder an Qsurs, die das Tal beherrschten, vorbeiführte. In der Cyrenaika entwickelte sich mangels einer dichteren Besiedlung auch kein größeres Straßennetz. Die Verkehrswege waren, mit Ausnahme der des Barka-Gebirges, an der Küste konzentriert. Das kleinräumige Straßennetz der Barka-Region wird im Itinerarium nicht berücksichtigt. Die restlichen Römerstraßen sind als Routen II.3 und II.A.j. angeführt.

## Kastellvici
In den Lagerdörfern (Vicus) standen die Wohnquartiere der Angehörigen der Soldaten, der Veteranen, Handwerker, Händler, Schankwirte, Prostituierten und noch anderer Dienstleister. Oft wurden ihnen bald nach der Gründung die Selbstverwaltung gewährt. Typisch für derartige Zivilsiedlungen war der Vicus von Kastell Gholaia. Dort residierten – vorübergehend – auch verbündete Stammesfürsten. Der Vicus bedeckte eine Fläche von 15 ha und entstand zeitgleich mit dem Militärlager. Die Siedlung von Kastell Talalati hingegen entstand vermutlich schon vor der Gründung des Kastells. Viele der Vici wurden aber schon nach Abzug der Kastellbesatzungen wieder aufgegeben. Gholaia war von einer mehrphasigen Mauer umgeben, die allerdings längeren Belagerungen nicht standgehalten hätte. Auch der 10 ha große Vicus von Tillibari war mit einer Mauer umgeben. Wo Wadis genügend Schutz boten, verzichtete man auf die Errichtung einer Mauer. Die Innenbebauung Gholaias war regellos, die Parzellen wurden anscheinend nicht – wie bei Vici an der Nordgrenze des Reiches – zuerst vermessen und dann zur Bebauung zugewiesen. Die römischen Ruinen waren wegen der Sandverwehungen oft noch bis zum Dachansatz erhalten. Für die Gewölbe wurden zu Bögen geformte und vermörtelte Palmenstämme als Abstützung verwendet. Diese Bauweise hat sich bis in das 21. Jahrhundert erhalten. Graffiti an den Wänden lassen annehmen, dass sie hauptsächlich von libyphönizischen Händlern bewohnt waren. Außer einer Nekropole wurden noch fünf Tempel entdeckt. Die Soldaten in Bu Njem verehrten neben dem römischen Reichsgott Iupiter auch die libyschen Gottheiten Cannaphar und Ammon. Der Vicus war bis ins frühe 5. Jahrhundert besiedelt. Die einfachen Landarbeiter lebten vermutlich in kleinen, backofenartig gewölbten Strohhütten (lateinisch: mapalia), die die Nomaden mit sich führten und aus denen sie ihr Lager bildeten.

## Bevölkerung
Die Bevölkerung setzte sich – neben den indigenen Libyphöniziern – aus Soldaten und Zuwanderern aus allen Teilen des Reiches zusammen. Andere Siedler waren sesshaft gewordene Nomaden. Ab 220 gelangen auch viele Einwanderer aus dem Nahen Osten und Syrien in die Tripolitania. Auf diese Weise wurde sie mit der Zeit zu einem ethnischen Schmelztiegel. Ein Name wie der des Provinzialen Julius Mashalul ben Chyrdidry enthielt lateinische, semitische und libysche Elemente, sie waren für diese Provinz nicht außergewöhnlich. Ihre langsame kulturelle Transformation durch damalige politische, soziale und ökonomische Einflüsse ist auch archäologisch fassbar. Legionäre im Ruhestand erhielten als Abfindung oft Parzellen entlang der Wadis, in den Trockenensteppen zwischen den Oasen und im Umland der drei Küstenstädte. Da das Land aber nie vollständig von den römischen Kolonisten dominiert wurde, überlebten die vorrömischen, Gesellschaftsstrukturen. Die meisten der alteingesessenen Provinzbewohner waren nur oberflächlich romanisiert. In ihrer Sprache, Kultur und Religion überwogen weiter punische oder libysche Elemente. In weiten Teilen des Limeshinterlandes hat offensichtlich ein Patronagesystem bestanden, in der die – für die Versorgung der Truppen wichtigen – Coloni eingebunden waren. Der durch das römische Militär garantierte Frieden und die politische Stabilität schuf mit der Zeit eine ländliche Oberschicht, deren Kultur und Güterproduktion nicht nur auf dem römischen Vorbild, sondern auch auf der bereits bestehenden libyphönizischen Aristokratie der Emporien aufbaute. Die römische Oberherrschaft bestand aber nur so lange, wie sie von diesem Landadel unterstützt wurde. An der Zeitenwende vom vierten auf das fünfte Jahrhundert schwand sie zunehmend. Bereits vor der arabischen Invasion hatte sich die Bevölkerung Tripolitaniens größtenteils wieder in eine ländliche Stammesgesellschaft zurückentwickelt. Nach Etablierung der arabischen Herrschaft erwies sich das Christentum als widerstandsfähigster Teil der römischen Kultur und konnte sich bis weit ins Mittelalter hinein halten.

## Wirtschaft
Die landwirtschaftlichen Produkte der afrikanischen Provinzen wurden unter den Römern in die Handelsketten des Mittelmeerraums eingebracht, dadurch gelang es Tripolitanien als einer der bedeutendsten Lebensmittellieferanten Roms zu etablieren. Jahrtausendelang stand in Nordafrika die Oasenwirtschaft mit der Dattelpalme als Leitpflanze im Mittelpunkt des Wirtschaftslebens, das ganz wesentlich auf die Selbstversorgung der Bevölkerung ausgerichtet war. Einziger Exportartikel waren die in diesem Klima gut haltbaren, getrockneten Dattelfrüchte, die mit den Kamelkarawanen auf die Märkte im Süden (Subsahara-Afrika) und Norden (Mittelmeerküste) transportiert werden konnten. Über diese gelangten auch vielfältige – in Rom teilweise als Luxusgüter gehandelte – exotische Waren und Edelmetalle (Gold) an die Küste und später weiter in den europäischen Teil des Römischen Reiches. Auch ein wichtiges Grundnahrungs- und Konservierungsmittel, das in der Sahara und im Sahel gewonnene Steinsalz, von dem bereits der Geschichtsschreiber Herodot im 5. Jahrhundert v. Chr. berichtet, wurde an die Küste verhandelt. Wichtig war auch der Waren- und Dienstleistungsaustausch zwischen Sesshaften und Nomaden. Erstere bauten in Gegenden mit ausreichendem Niederschlag Nahrungsmittel an, ihre nomadischen Nachbarn hingegen durchstreiften mit ihren Viehherden auf der ständigen Suche nach genügend Weideland die ariden Zonen, wie z. B. den Gebel as-Soda und die Randgebiete der Sahara. Vom Winter bis zum Frühling zogen sie von Oase zu Oase, am Ende des Sommers trieben sie ihre Herden entweder in das Gebiet des Schott el Dscherid (Tunesien) oder an die Küste der Großen Syrte. Die Bauern legten in den Wadis Terrassen an und errichteten Dämme und Kanäle aus Stein und Lehm, die den Abfluss der saisonalen Regengüsse in Zisternen oder direkt auf die Felder umleiteten. Trotz dieses hohen Bewässerungsaufwandes produzierten die Landwirte während der römischen Herrschaft eine große Palette von Lebensmitteln, wie z. B. Gerste, Weizen, Oliven und Erbsen. Wichtigstes Anbauprodukt der Wehrbauern am tripolitanischen Limes war aber das Olivenöl, das lange nur für den Eigenbedarf produziert wurde. Im ersten Jahrhundert n. Chr. wurden es zum neuen Exportschlager und hauptsächlich nach Italien verschifft. Auf Grundlage der Ergebnisse des von 1979 bis 1981 laufenden UNESCO-Programms Farming the Desert. The UNESCO Libyan Valleys Archaeological Survey, das der Erforschung des von den Römern zum blühenden gebrachten wüstennahen Grenzlandes diente, versuchte David Mattingly, die dort erzielte, jährliche Produktionsmenge an Olivenöl in römischer Zeit zu ermitteln. Allein die bis 1981 in der Region des Djebel bekannten 262 antiken Ölpressen konnten je nach Auslastung zwischen 1,8 bis 2,6 Millionen Liter Öl pro Saison herstellen. Die Einführung der römischen Währung als Zahlungsmittel stärkte die Macht und den Status der regionalen Herrschaftsschichten und förderte den Warenaustausch. Zudem konnten damit Rekruten von den freien Völkern angeworben werden.